# Liste der Biografien/Vil
Liste der Biografien |
Portal Biografien |
Personensuche
# |
A |
B |
C |
D |
E |
F |
G |
H |
I |
J |
K |
L |
M |
N |
O |
P |
Q |
R |
S |
T |
U |
V |
W |
X |
Y |
Z |
?
 
Va |
Vd |
Ve |
Vh |
Vi |
Vj |
Vl |
Vn |
Vo |
Vr |
Vs |
Vt |
Vu |
Vy
 
Via |
Vib |
Vic |
Vid |
Vie |
Vif |
Vig |
Vih |
Vii |
Vij |
Vik |
Vil |
Vim |
Vin |
Vio |
Vip |
Viq |
Vir |
Vis |
Vit |
Viu |
Viv |
Vix |
Viy |
Viz
Die Liste der Biografien führt alle Personen auf, die in der deutschsprachigen Wikipedia einen Artikel haben. Dieses ist eine Teilliste mit 798 Einträgen von Personen, deren Namen mit den Buchstaben „Vil“ beginnt.

## Vil

### Vila
- Vila Castro, Cirilo (1937–2015), chilenischer Komponist
- Vilà i Fassier, Carme (* 1937), katalanische Pianistin und Musikpädagogin
- Vila i Grau, Joan (1932–2022), katalanischer plastischer Künstler und Glasmaler
- Vilà i Moncau, Joan (1924–2013), katalanischer Maler
- Vila i Vicente, Santi (* 1973), spanischer Historiker und Politiker
- Vilà Mayo, Octavi (* 1961), spanischer römisch-katholischer Ordensgeistlicher, Bischof von Girona
- Vila Nova, Carlos (* 1959), são-toméischer Politiker der Acção Democrática IndependenteCarlos Vila Nova (* 1959)

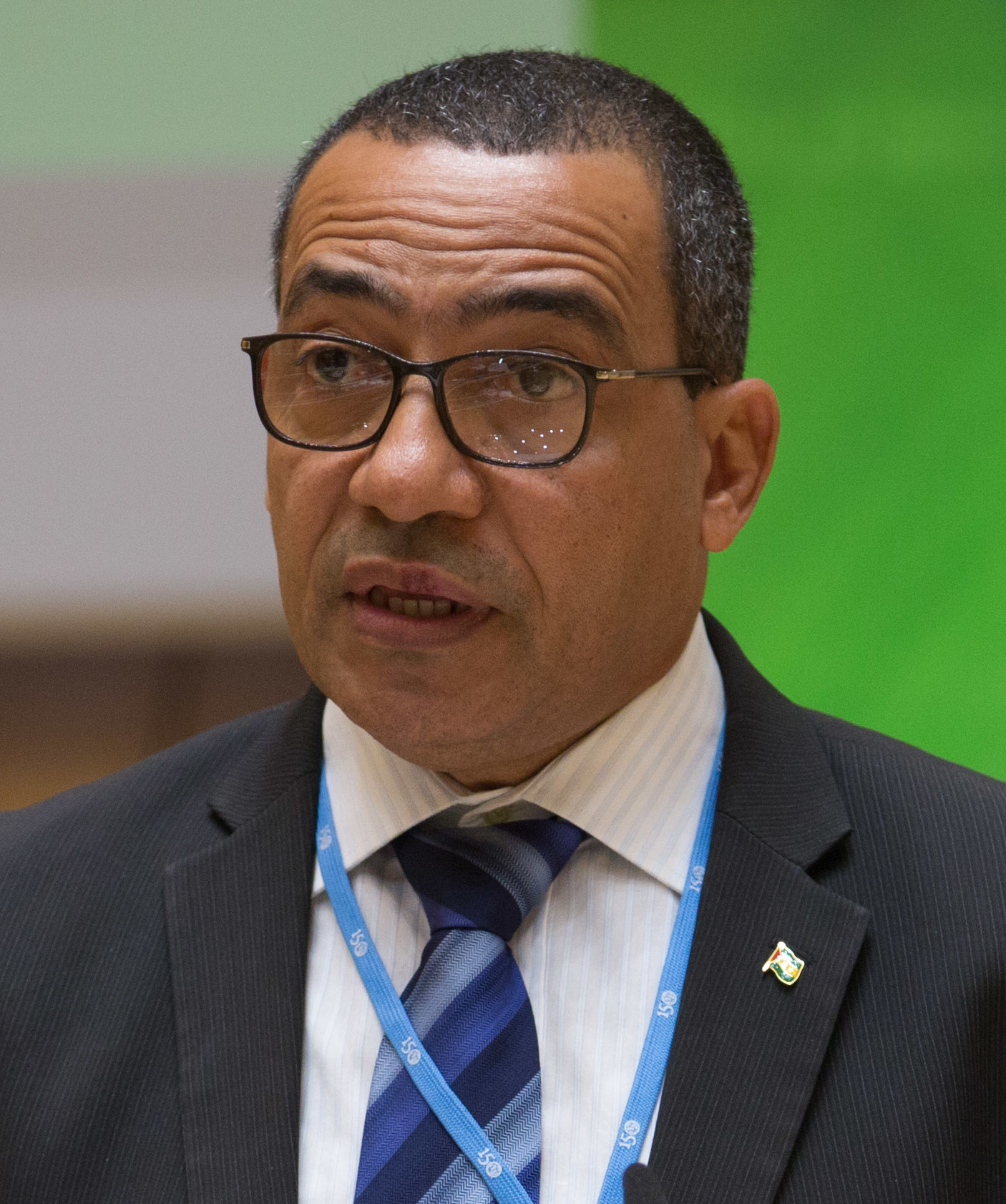
Carlos Vila Nova (* 1959)

- Vila Obiols, Carola (* 1999), andorranische Skilangläuferin
- Vilá y Mateu, Francisco Xavier Ricardo (1851–1913), spanischer römisch-katholischer Geistlicher und erster Apostolischer Vikar von Guam
- Vila y Prades, Julio (1873–1930), spanischer Kunstmaler
- Vila, Alberto (1903–1981), uruguayischer Tangosänger und Schauspieler
- Vila, Alejandro (* 1961), argentinischer Dirigent, Pianist und Fagottist
- Vila, Alexis (* 1971), kubanischer Ringer
- Vila, Begoña (* 1963), spanische Astrophysikerin
- Vila, Bob (* 1946), kubanisch-US-amerikanischer Gastgeber von Heimwerker-Fernsehsendungen
- Vilà, Dídac (* 1989), spanischer Fußballspieler
- Vila, Francisco (* 1975), spanischer Radrennfahrer
- Vila, Héctor (* 1962), peruanischer Geistlicher und Bischof von Whitehorse
- Vila, Irma (1916–1993), mexikanische Sängerin und Schauspielerin
- Vila, Jonathan (* 1986), spanischer Fußballspieler
- Vila, Laura (* 2001), peruanische Leichtathletin
- Vila, Lucas (* 1986), argentinischer Hockeyspieler
- Vila, Martinho da (* 1938), brasilianischer Sänger, Songwriter, Autor und Journalist
- Vila, Mauro (* 1986), uruguayischer Fußballspieler
- Vila, Muhamet (1928–2002), albanischer Fußballspieler und -trainer
- Vila-Coro, Antonio (1895–1977), spanischer Wasserballspieler
- Vila-Matas, Enrique (* 1948), spanischer Schriftsteller
- Vila-Nova, Margarida (* 1983), portugiesische Schauspielerin
- Vila-Sanjuán, Sergio (* 1957), spanischer Journalist und Autor
- Vilaça, José Luís da Cruz (* 1944), portugiesischer Jurist, Politiker, Generalanwalt am Europäischen Gerichtshof und Richter am Europäischen Gerichtshof erster Instanz
- Vilaça, Marcos (1939–2025), brasilianischer Schriftsteller, Rechtsanwalt, Professor und Journalist
- Vilaça, Vasco (* 1999), portugiesischer Triathlet
- Viladomat i Manalt, Antoni (1678–1755), katalanischer Maler des Barock
- Világhy, Miklós (1916–1980), ungarischer Jurist
- Vilagoš, Adriana (* 2004), serbische Speerwerferin
- Vilagos, Penny (* 1963), kanadische Synchronschwimmerin
- Vilagos, Vicky (* 1963), kanadische Synchronschwimmerin
- Vilagrasa, Mateo (1944–2018), spanischer Maler
- Vilailak, Pakkawat (* 1988), thailändischer Badmintonspieler
- Vilain XIIII, Charles (1803–1878), belgischer Politiker
- Vilain, Michael (* 1969), Betriebswirt
- Vilain, Raymond (1921–1989), französischer Mediziner und plastischer Chirurg
- Vilakazi, Benedict Wallet (1906–1947), südafrikanischer Dichter, Schriftsteller und Linguist
- Vilallonga, José Luis de (1920–2007), spanischer Schriftsteller, Schauspieler und Aristokrat
- Vilalta i Faura, Alexandre (1905–1984), katalanisch-mexikanischer klassischer Pianist
- Vilalta i Vila, Emili (* 1867), katalanischer Komponist, Pianist und Musikpädagoge
- Vilalta Pujol, Ramón (* 1960), spanischer Architekt
- Vilalva, Mário (* 1953), brasilianischer Diplomat
- Vilamajó, Julio (1894–1948), uruguayischer Architekt
- Vilamitjana, François (1846–1928), französischer Segler
- Vilana Díaz, Joan (* 1977), andorranischer Skibergsteiger
- Vilanch, Bruce (* 1948), US-amerikanischer Schauspieler, Komiker und Kabarettist
- Vilander, Ica (1921–2013), deutsche Fotografin
- Vilander, Jukka (* 1962), finnischer Eishockeyspieler
- Vilander, Toni (* 1980), finnischer Automobilrennfahrer
- Vilandos, Peter (1940–2022), amerikanisch-griechischer Pokerspieler
- Vilandt, Lars (* 1974), dänischer Curler
- Vilanek, Christoph (* 1968), österreichischer ManagerChristoph Vilanek (* 1968)

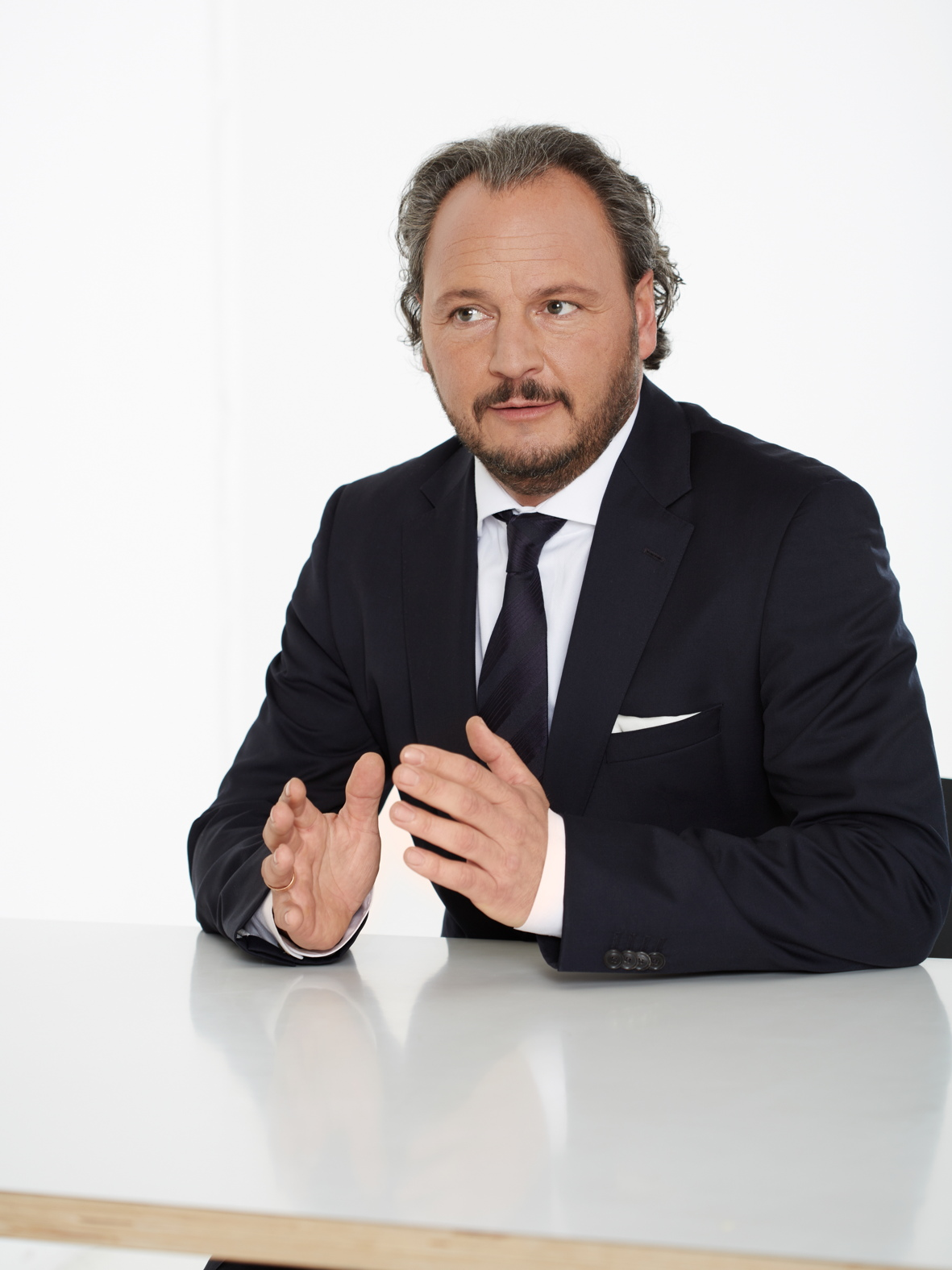
Christoph Vilanek (* 1968)

- Vilaniškis, Gintautas (* 1971), litauischer Handballspieler
- Vilanova de von Oehsen, Florencia Eugenia (* 1972), salvadorianische Diplomatin und Botschafterin
- Vilanova i Barrera, Ramon (1801–1870), katalanischer Komponist geistlicher Werke und Kapellmeister
- Vilanova i March, Emili (1840–1905), katalanischer Romancier und Schwankdichter
- Vilanova Pellisa, Javier (* 1973), spanischer Geistlicher und römisch-katholischer Weihbischof in Barcelona
- Vilanova Tous, Sandra (* 1981), spanische Fußballspielerin
- Vilanova y Piera, Juan (1821–1893), spanischer Geologe und Paläontologe
- Vilanova, Julià Andreu († 1599), katalanischer Komponist der Renaissance und Chormeister der Kathedrale von Barcelona
- Vilanova, Salvador (* 1952), salvadorianischer Schwimmer
- Vilanova, Tito (1968–2014), spanischer Fußballspieler und -trainerTito Vilanova (1968–2014)

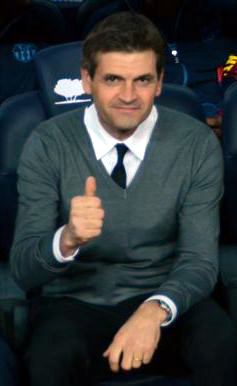
Tito Vilanova (1968–2014)

- Vilant, Nicolas (1737–1807), schottischer Mathematiker
- Vilaphonh, Anoulak (* 2001), laotischer Fußballspieler
- Vilaplana Blasco, José (* 1944), spanischer Geistlicher und römisch-katholischer Bischof von Huelva
- Vilaplana Molina, Antonio (1926–2010), spanischer Geistlicher und Theologe, Bischof von León
- Vilar, Alberto (1940–2021), US-amerikanischer Börsenspekulant und Mäzen
- Vilar, António (1912–1995), portugiesischer Schauspieler
- Vilar, Antônio Emidio (* 1957), brasilianischer Ordensgeistlicher, römisch-katholischer Bischof von São José do Rio Preto
- Vilar, Daniela (* 1984), argentinische Politikerin und Handballspielerin
- Vilar, Esther (* 1935), deutsch-argentinische SchriftstellerinEsther Vilar (* 1935)

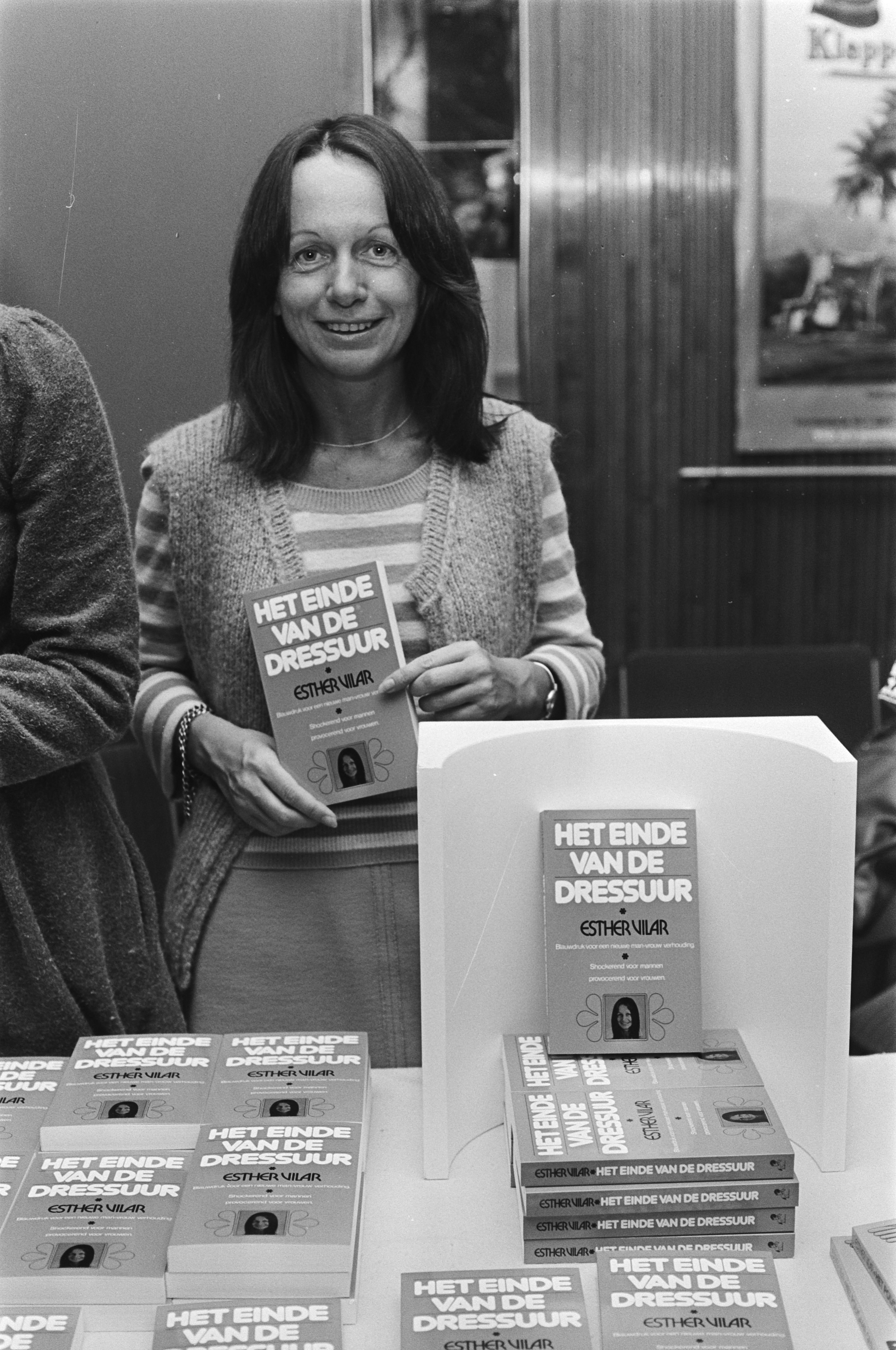
Esther Vilar (* 1935)

- Vilar, Jean (1912–1971), französischer Schauspieler, Theaterregisseur und Theaterintendant
- Vilar, Johannes (* 1942), spanischer Mediziner, römisch-katholischer Priester in der Prälatur Opus Dei, Seelsorger und Theologe
- Vilar, Lucas (* 2001), brasilianischer Sprinter
- Vilar, Néstor (* 1993), uruguayischer Fußballspieler
- Vilar, Pierre (1906–2003), französischer Historiker
- Vilar, Tracy (* 1968), US-amerikanische Schauspielerin
- Vilaras, Ioannis (1771–1823), griechischer Lyriker, satirischer Dichter und Prosaautor
- Vilaras, Michail (* 1950), griechischer Jurist und Richter am Europäischen Gerichtshof
- Vilard, Hervé (* 1946), französischer Sänger
- Vilardell i Viñas, Maria (1922–2011), katalanische klassische Pianistin und Musikförderin
- Vilardi, Gabriel (* 1999), kanadischer Eishockeyspieler
- Vilarinho, Giancarlo (* 1992), brasilianischer Rennfahrer
- Vilariño, Ander (* 1979), spanischer Autorennfahrer
- Vilariño, Idea (1920–2009), uruguayische Autorin
- Vilarova, Ophelia (* 1960), deutsche Tänzerin und Choreografin
- Vilarrubla, Mònica Dòria (* 1999), andorranische Kanutin
- Vilarrubla, Núria (* 1992), spanische Kanutin
- Vilarrubla, Vicenç (* 1981), spanischer Skilangläufer
- Vilas Dono, María de la Paz (* 1988), spanische Fußballspielerin
- Vilas, Dervy (1933–2019), uruguayischer Schauspieler, Dramaturg und Theaterregisseur
- Vilas, Guillermo (* 1952), argentinischer TennisspielerGuillermo Vilas (* 1952)

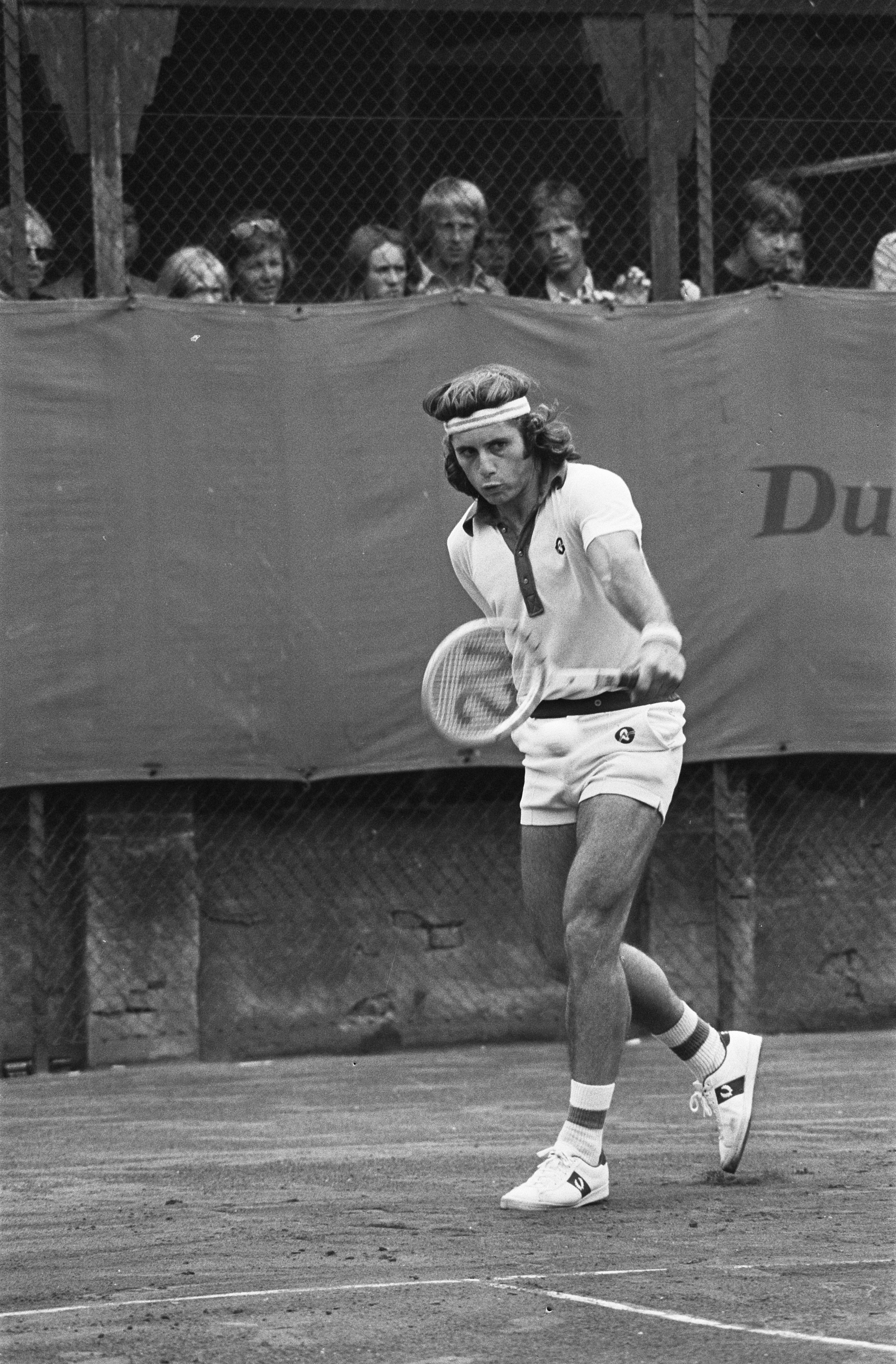
Guillermo Vilas (* 1952)

- Vilas, Manuel (* 1962), spanischer Dichter und Schriftsteller
- Vilas, William Freeman (1840–1908), US-amerikanischer Politiker
- Vilas-Boas, Mário de Miranda (1903–1968), brasilianischer Geistlicher, Erzbischof von Paraíba
- Vilaseca i Casanovas, Josep (1848–1910), spanischer Architekt des katalanischen Modernismus
- Vilató, Orestes (* 1944), kubanischer Musiker
- Vilatte, Joseph René (1854–1929), französischer altkatholischer Bischof

### Vilb
- Vilbac, Charles Renaud de (1829–1884), französischer Organist und Komponist
- Vilbel, Apollo von († 1536), Benediktinerabt, Historiker und Chronist
- Vilbel, Bechtram V. von († 1420), Ritter aus dem Geschlecht derer von Vilbel
- Vilberg, Andreas (* 1985), norwegischer Skispringer
- Vilbert, Henri (1904–1997), französischer Schauspieler
- Vilbig, Fritz (1903–1988), deutscher Physiker
- Vilbig, Josef (1874–1956), deutscher Ingenieur und bayerischer Baubeamter, Leiter der Obersten Baubehörde
- Vilborg Davíðsdóttir (* 1965), isländische Autorin und Journalistin

### Vilc
- Vilca, Marco (* 2000), peruanischer Mittelstreckenläufer
- Vîlcan, Alexandru (* 1992), rumänischer Naturbahnrodler
- Vilches, Andrés (* 1992), chilenischer Fußballspieler
- Vilches, Christian (* 1983), chilenischer Fußballspieler
- Vilches, Eduardo (* 1963), chilenischer Fußballspieler
- Vilches, Ernesto (1879–1954), spanischer Schauspieler und Regisseur
- Vilches, Héctor (1926–1998), uruguayischer Fußballspieler
- Vilches, Raúl (1954–2022), kubanischer Volleyballspieler
- Vílchez, Pedro Lisímaco (1929–2013), nicaraguanischer Geistlicher und römisch-katholischer Bischof von Jinotega
- Vilčinskas, Albinas (* 1976), litauischer Politiker
- Vilcinskas, Andreas (* 1964), deutscher Zoologe, Forscher und Hochschullehrer
- Vilčinskas, Raimondas (* 1977), litauischer Radrennfahrer

### Vild
- Vilda, Gintaras (* 1965), litauischer Politiker, Vizeminister, stellvertretender Wirtschaftsminister Litauens
- Vilda, Jorge (* 1981), spanischer FußballtrainerJorge Vilda (* 1981)

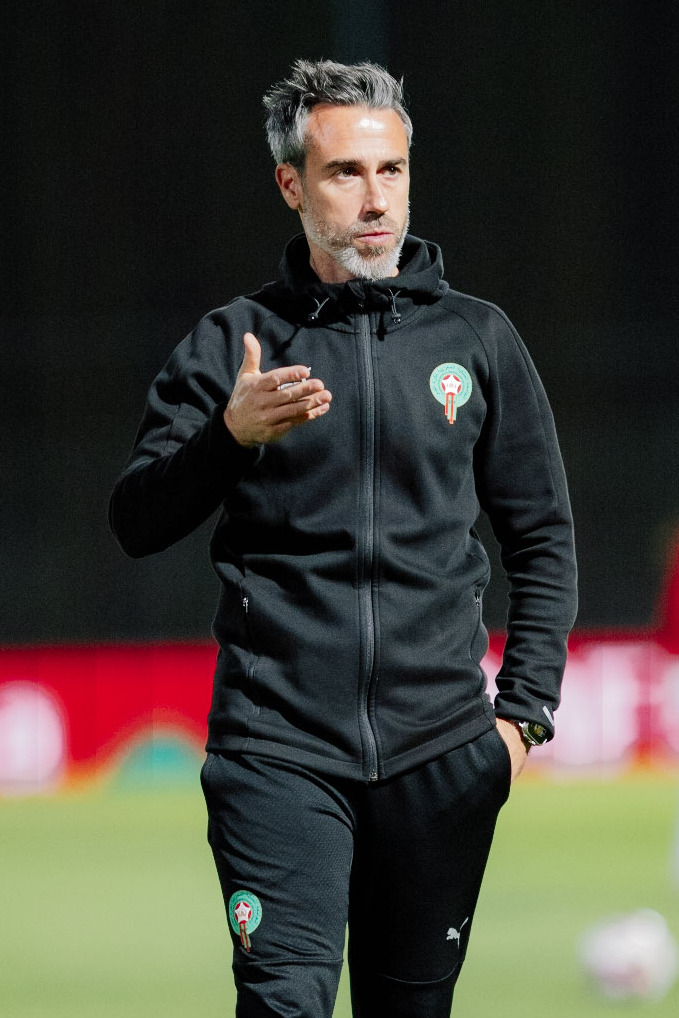
Jorge Vilda (* 1981)

- Vildalen, Preben (* 1972), norwegischer Handballspieler
- Vildanova, Elina (* 1998), russische Schauspielerin
- Vildé, Boris (1908–1942), russisch-französischer Ethnologe, Linguist und Widerstandskämpfer in der Résistance
- Vilde, Eduard (1865–1933), estnischer Schriftsteller
- Vilder, Derck de (* 1998), niederländischer Hockeyspieler
- Vildoso Calderón, Guido (* 1937), bolivianischer Politiker, Präsident von Bolivien
- Vildová, Helena (* 1972), tschechische Tennisspielerin
- Vildoza, Luca (* 1995), argentinisch-italienischer Basketballspieler
- Vildrac, Charles (1882–1971), französischer Schriftsteller

### Vile
- Vile, Kurt (* 1980), US-amerikanischer Gitarrist, Sänger und SongwriterKurt Vile (* 1980)

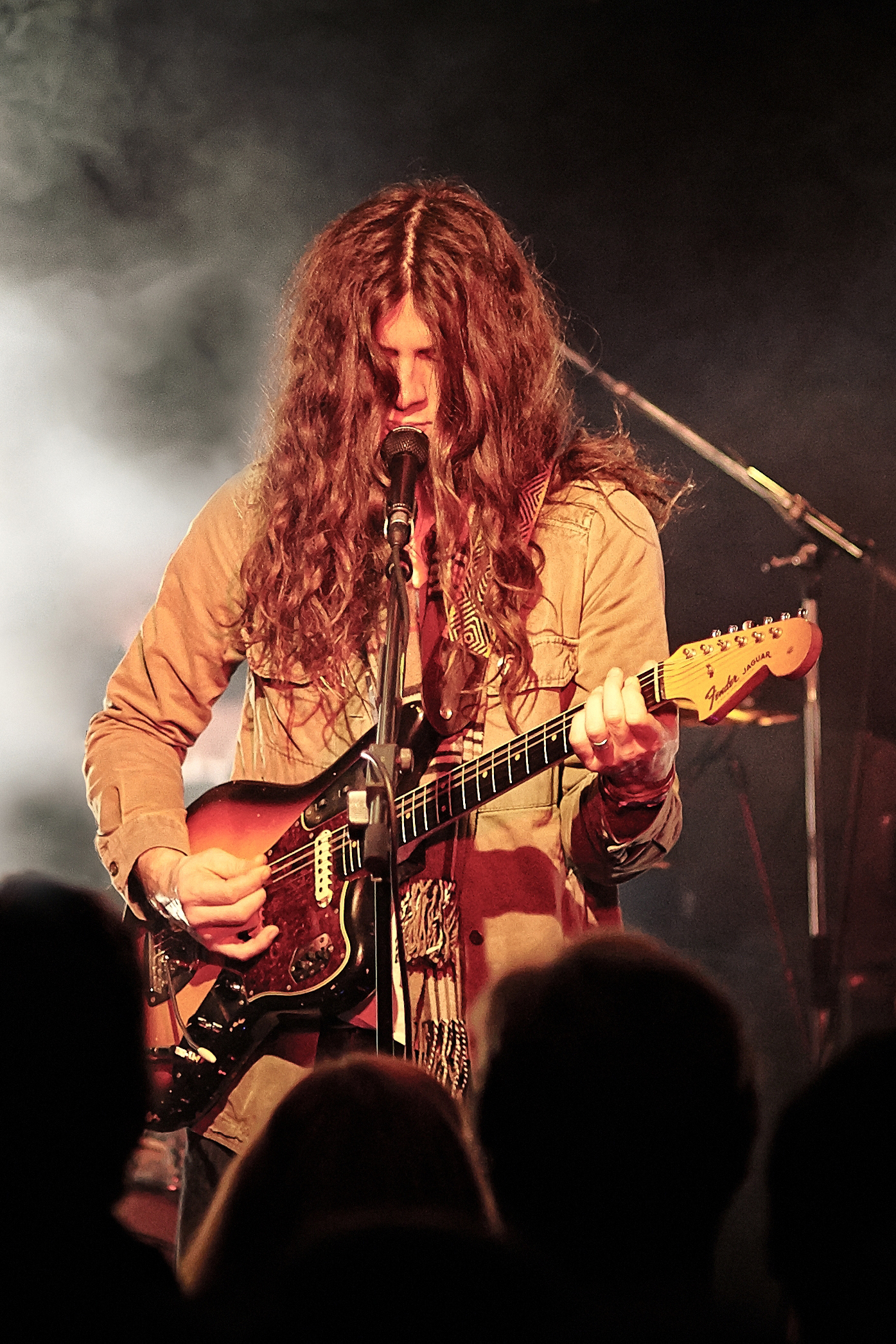
Kurt Vile (* 1980)

- Vilec, Michal (1902–1979), slowakischer Komponist, Dirigent und Pianist
- Vileišis, Jonas (1872–1942), litauischer Politiker und Jurist
- Vilela, Avelar Brandão (1912–1986), brasilianischer Geistlicher, Erzbischof von São Salvador da Bahia und Kardinal der römisch-katholischen Kirche
- Vilela, Fernando (* 1973), brasilianischer Bildhauer, Grafiker, Schriftsteller und Buchillustrator
- Vilella Martínez, Mario (* 1995), spanischer Tennisspieler
- Vilén, Raimo (* 1945), finnischer Sprinter
- Vilenica, Ana (* 1978), kroatische Schauspielerin
- Vilenkin, Alexander (* 1949), US-amerikanischer Physiker
- Vilenskaia, Olga (* 1984), russische Sopranistin
- Vilera, Mariaesthela (* 1988), venezolanische Radrennfahrerin
- Vilerio, Manuel (* 1967), gibraltarischer Dartspieler
- Vilerte, Tamāra (* 1954), lettische Schachspielerin und -trainerin
- Viletta, Sandro (* 1986), Schweizer Skirennfahrer

### Vilf
- Vilfort, Kim (* 1962), dänischer Fußballspieler

### Vilg
- Vilgertshofer, Lorenz (1900–1998), deutscher Verwaltungsbeamter und Politiker (CSU), MdL
- Vilgis, Thomas A. (* 1955), deutscher Physiker
- Vilgrain, Claude (* 1963), kanadisch-haitianischer Eishockeyspieler

### Vilh
- Vilhar Kalski, Franjo (1852–1928), Komponist
- Vilhar, Klemen (* 1998), slowenischer Leichtathlet
- Vilhar, Miroslav (1818–1871), slowenischer Autor, Komponist und Politiker
- Vilhelmsen, Annette (* 1959), dänische Politikerin (Sozialistische Volkspartei), Mitglied des Folketing
- Vilhelmsen, Jens (* 1985), dänischer Ruderer
- Vilhelmson Silfvén, Tinne (* 1967), schwedische Dressurreiterin
- Vilhelmsson, Oscar (* 2003), schwedischer FußballspielerOscar Vilhelmsson (* 2003)

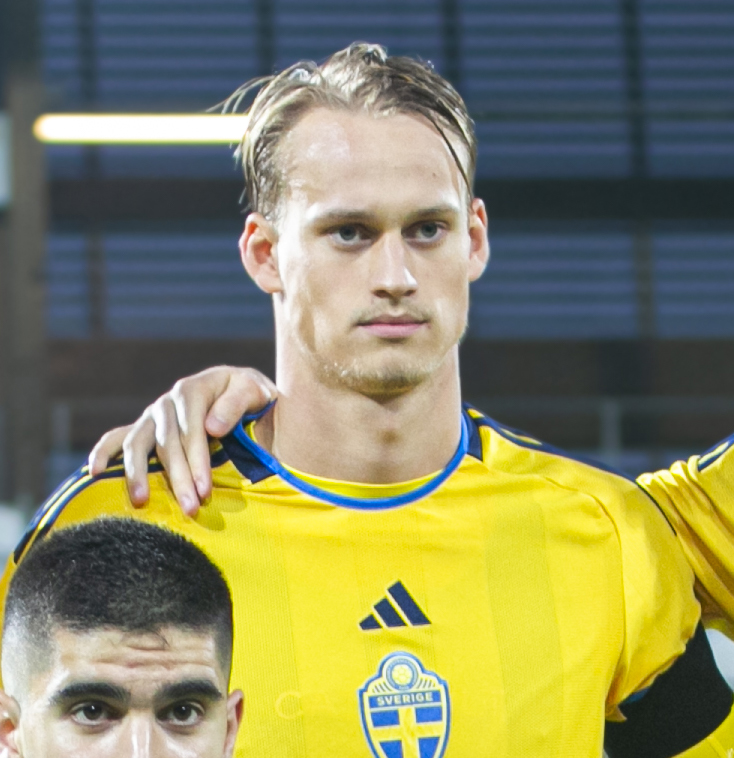
Oscar Vilhelmsson (* 2003)

- Vilhena, Antonio Manoel de (1663–1736), 66. Großmeister des Malteserordens
- Vilhena, Tonny (* 1995), niederländischer Fußballspieler
- Vilhjálmur Árnason (* 1983), isländischer Politiker (Unabhängigkeitspartei)
- Vilhjálmur Bjarnason (* 1952), isländischer Politiker (Unabhängigkeitspartei)
- Vilhjálmur Einarsson (1934–2019), isländischer Leichtathlet und olympischer Medaillengewinner
- Vilhjálmur Finsen (1883–1960), isländischer Diplomat
- Vilhjálmur Þór (1899–1972), isländischer Politiker und Außenminister
- Vilhjálmur Vilmundarson (1929–2020), isländischer Leichtathlet
- Vilho, Peter (* 1962), namibischer Militär und Minister
- Vilhola, Marjo (* 1968), finnische Judoka
- Vilhula, Taavi (1897–1976), finnischer Politiker, Mitglied des Reichstags, Landwirtschaftsminister, Versicherungsmanager
- Vilhunen, Selma (* 1976), finnische Regisseurin und Drehbuchautorin

### Vili
- Viliamu, Joan (1966–2022), niueanische Politikerin und Ministerin
- Vilic, Sara (* 1992), österreichische Triathletin
- Vilimas, Balys (* 1944), litauischer Politiker, Bürgermeister der Rajongemeinde Zarasai
- Vilimas, Vladas (* 1928), litauischer Politiker
- Vilimavičius, Antanas, litauischer Fußballspieler
- Vilimavičius, Stepas, litauischer Fußballspieler
- Vilímek, Jan (1860–1938), tschechischer Illustrator und Maler
- Vilimsky, Harald (* 1966), österreichischer Politiker (FPÖ), Abgeordneter zum Nationalrat, Mitglied des Bundesrates, MdEPHarald Vilimsky (* 1966)

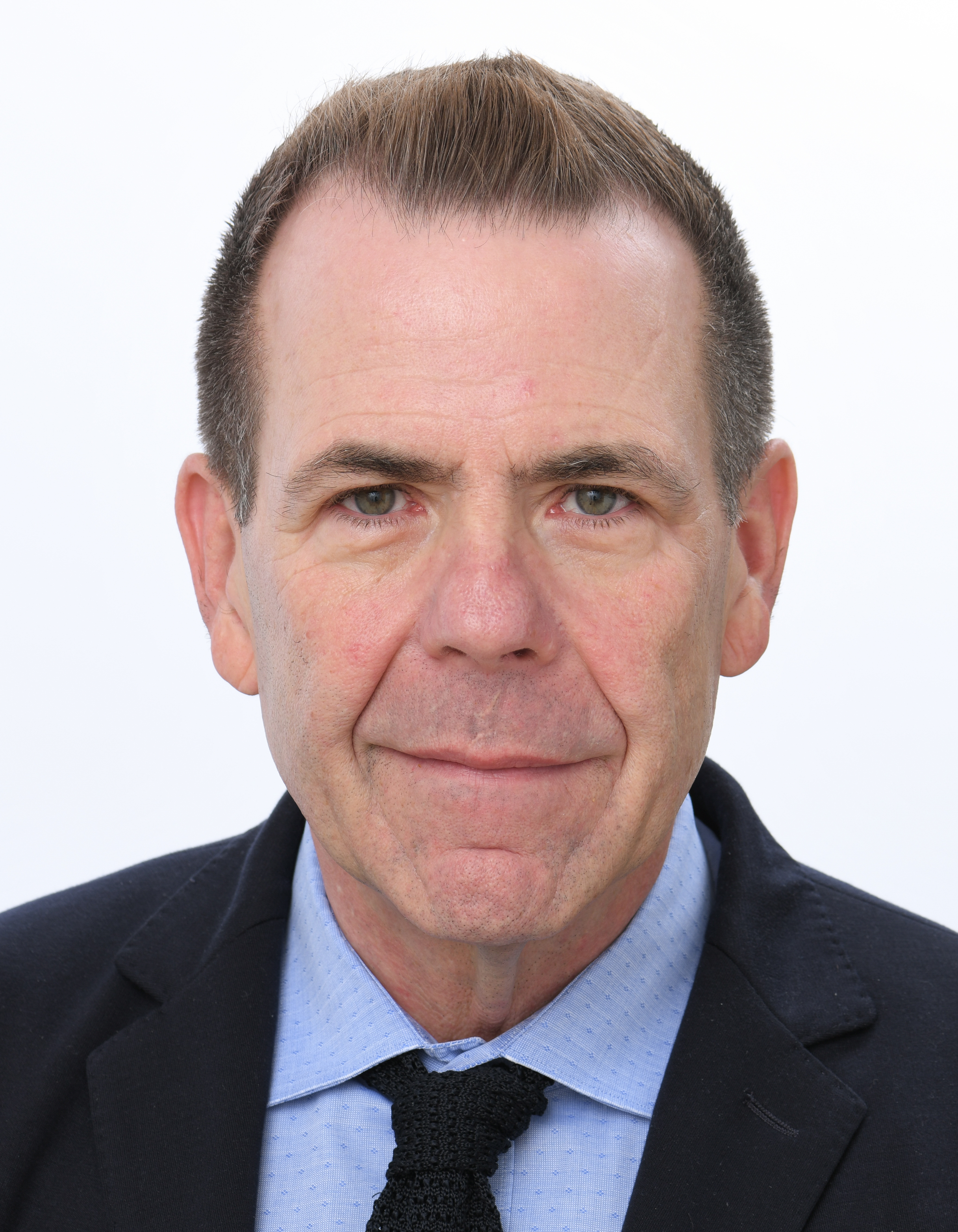
Harald Vilimsky (* 1966)

- Viliūnas, Giedrius (* 1963), litauischer Lituanist und Politiker, stellvertretender litauischer Bildungs- und Wissenschaftsminister
- Viliūnas, Vaidotas (* 1956), litauischer Wissenschaftler und Hochschullehrer

### Vilj
- Viljanen, Elias (* 1975), finnischer Musiker
- Viljanen, Kim (* 1981), finnischer Dartspieler
- Viljanen, Lauri (1900–1984), finnischer Literaturhistoriker, Literaturkritiker und Lyriker
- Viljanmaa, Annmari (* 1973), finnische Skilangläuferin
- Viljanti, Arvo (1900–1974), finnischer Historiker
- Viljoen, Annari (* 1987), südafrikanische Badmintonspielerin
- Viljoen, Carina (* 1997), südafrikanische Leichtathletin
- Viljoen, Constand (1933–2020), südafrikanischer Offizier und Politiker
- Viljoen, Daniel du Plessis (1892–1972), südafrikanischer Politiker und Administrator
- Viljoen, Gerrit (1926–2009), südafrikanischer Politiker, Universitätsprofessor
- Viljoen, Johannes (1904–1976), südafrikanischer Leichtathlet
- Viljoen, Marais (1915–2007), südafrikanischer Politiker und Staatspräsident
- Viljoen, Marlie (* 2000), südafrikanische Sprinterin
- Viljoen, Sunette (* 1983), südafrikanische Speerwerferin
- Viljoen, Tina, Filmregisseurin, Filmeditorin und Filmproduzentin
- Viljoen, Willem (* 1985), südafrikanischer Badmintonspieler

### Vilk
- Vilkaitis, Remigijus (* 1950), litauischer Schauspieler, ehemaliger Politiker, Mitglied der Regierung Litauens und litauischer Kulturminister
- Vilkas, Eduardas (1935–2008), litauischer Mathematiker und Politiker
- Vilkas, Pranas (* 1936), litauischer Ingenieur und Politiker
- Vilkas, Tuula (* 1950), finnische Eisschnellläuferin
- Vilkaste, Arvis (* 1989), lettischer Bobsportler
- Vilkauskas, Kęstutis (* 1969), litauischer Politiker, Mitglied des Seimas
- Vilkelis, Eduardas (1953–2023), litauischer Ökonom und Politiker
- Vilkevičiūtė, Edita (* 1989), litauisches Model
- Vilkko, Lauri (1925–2017), finnischer Pentathlet
- Vilkkumaa, Maija (* 1973), finnische Sängerin, Komponistin und Dichterin
- Vilkoits, Raimonds (* 1990), lettischer Eishockeyspieler
- Vilks, Arnis (* 1956), deutscher Wirtschaftswissenschaftler und Philosoph
- Vilks, Lars (1946–2021), schwedischer Künstler

### Vill
- Vill, Gerhard (* 1951), deutscher Jurist, Richter am Bundesgerichtshof a. D.
- Vill, Susanne (* 1947), deutsche Musik- und Theaterwissenschaftlerin

#### Villa
- Villa Braslavsky, Paula-Irene (* 1968), deutsch-argentinisch-chilenische SoziologinPaula-Irene Villa Braslavsky (* 1968)

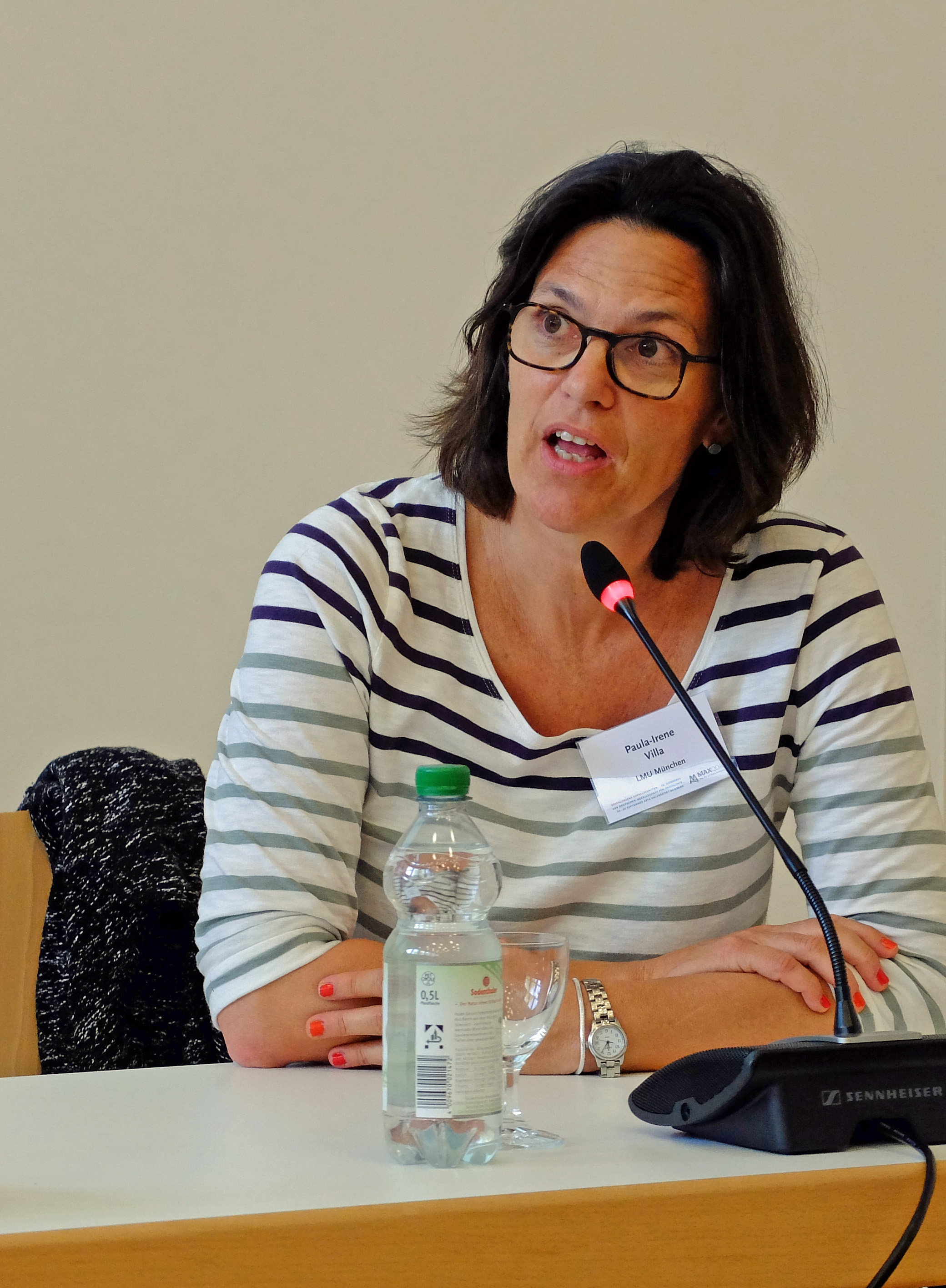
Paula-Irene Villa Braslavsky (* 1968)

- Villa Gaviria, Germán (1911–1992), kolumbianischer Geistlicher, römisch-katholischer Erzbischof von Barranquilla
- Villa Gutiérrez, Maria Luisa (* 1973), spanische Fußballschiedsrichterassistentin
- Villa Michel, Primo (1893–1970), mexikanischer Diplomat
- Villa Soberón, José (* 1950), kubanischer Bildhauer und Kunstprofessor
- Villa Vahos, Gabriel Ángel (* 1962), kolumbianischer Geistlicher, römisch-katholischer Erzbischof von Tunja
- Villa y Vásquez, Gonzalo de (* 1954), spanischer Ordensgeistlicher, römisch-katholischer Erzbischof von Santiago de Guatemala
- Villa, Brenda (* 1980), US-amerikanische Wasserballspielerin
- Villa, Christophe (* 1980), französischer Opern- und Konzertsänger (Countertenor)
- Villa, Claudio (1926–1987), italienischer Sänger und Schauspieler
- Villa, Claudio (* 1959), italienischer Comiczeichner
- Villa, Damián (* 1990), mexikanischer Taekwondoin
- Villa, David (* 1981), spanischer FußballspielerDavid Villa (* 1981)

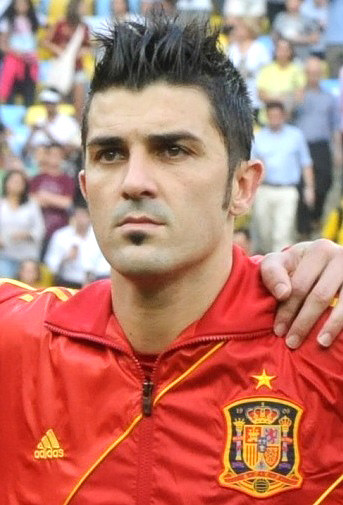
David Villa (* 1981)

- Villa, Edoardo (1915–2011), südafrikanischer Bildhauer italienischer Herkunft
- Villa, Eduardo (1953–2023), US-amerikanischer Opernsänger (Tenor)
- Villa, Emanuel (* 1982), argentinischer Fußballspieler
- Villa, Franco († 2009), italienischer Kameramann
- Villa, Germán (* 1973), mexikanischer Fußballspieler
- Villa, Giacomo (* 2002), italienischer Radrennfahrer
- Villa, Giorgio (* 1954), italienischer Rallye-Raid- und Rennboot-Fahrer
- Villa, Javier (* 1987), spanischer Autorennfahrer
- Villa, Joy (* 1991), US-amerikanische Schauspielerin und Rocksängerin
- Villa, Juan Camilo (* 1983), kolumbianischer Jazz- und Weltmusiker (Bass, Komposition)
- Villa, León (* 1960), kolumbianischer Fußballspieler
- Villa, Lucha (* 1936), mexikanische Schauspielerin und Sängerin
- Villa, Luis Manuel (* 1989), spanischer Fußballspieler
- Villa, Marco (* 1969), italienischer Radrennfahrer
- Villa, Marco (* 1978), deutscher Fußballspieler
- Villa, Mark, niederländischer House-Produzent und DJ
- Villa, Matt, australischer Filmeditor
- Villa, Mónica (* 1954), argentinische Film- und Theaterschauspielerin
- Villa, Pancho († 1923), mexikanischer Freiheitskämpfer, Outlaw, Volksheld, RevolutionärPancho Villa († 1923)

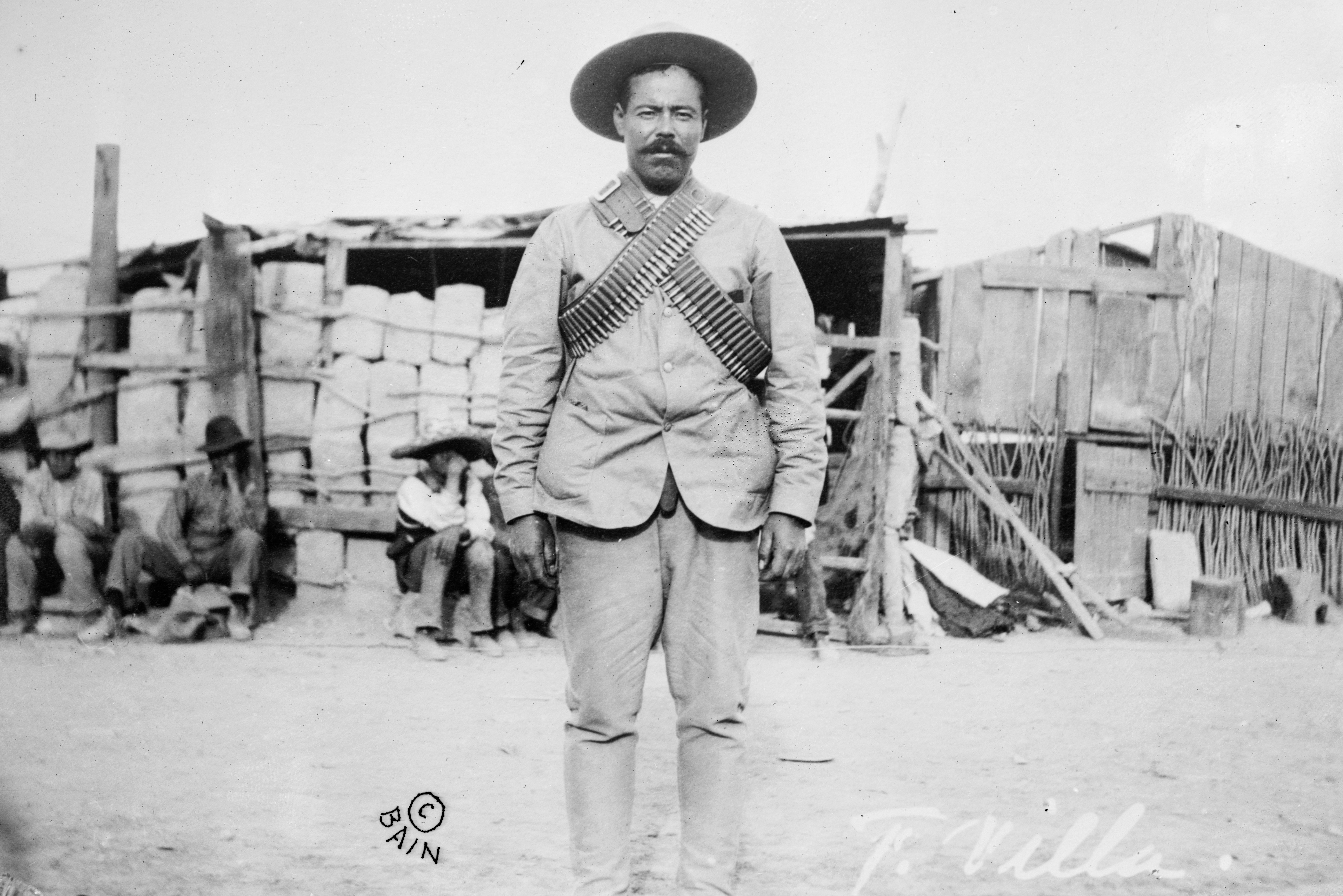
Pancho Villa († 1923)

- Villa, Pancho (1901–1925), philippinischer Fliegengewichtsboxer
- Villa, Ricardo (* 1952), argentinischer Fußballspieler
- Villa, Romain (* 1985), französischer Radrennfahrer
- Villa, Sebastián (* 1992), kolumbianischer Wasserspringer
- Villa, Tommaso (1829–1915), italienischer Abgeordneter, Mitglied der Camera dei deputati und Minister
- Villa, Vidar (* 1989), norwegischer Sänger
- Villa, Walter (1943–2002), italienischer Motorradrennfahrer
- Villa, Zach (* 1986), US-amerikanischer Schauspieler und Musiker
- Villa-Lobos, Heitor (1887–1959), brasilianischer Komponist
- Villa-Secca, Ludwig von (1822–1894), österreichischer Politiker, Gutsbesitzer und Geflügelzüchter, niederösterreichischer Landtagsabgeordneter

##### Villac
- Villacampa, Jordi (* 1963), spanischer Basketballtrainer und ehemaliger -spieler
- Villacampo, Bernabe (* 1943), philippinischer Boxer im Fliegengewicht
- Villacís, Begoña (* 1977), spanische Rechtsanwältin und Politikerin
- Villacorta Díaz, Juan Vicente (1764–1828), salvadorianischer Staatschef
- Villacorta, José Damian (1796–1860), Supremo Director der Provinz El Salvador

##### Villad
- Villadei, Walter (* 1974), italienischer Kampfpilot und Raumfahrer
- Villadelprat, Joan (* 1955), spanischer Team-Manager in der Formel 1
- Villademoros, Carlos (1806–1853), uruguayischer Politiker
- Villadóniga, Segundo (1915–2006), uruguayischer Fußballspieler
- Villadsen, Anders (* 1964), dänischer Filmeditor
- Villadsen, Oliver (* 2001), dänischer FußballspielerOliver Villadsen (* 2001)

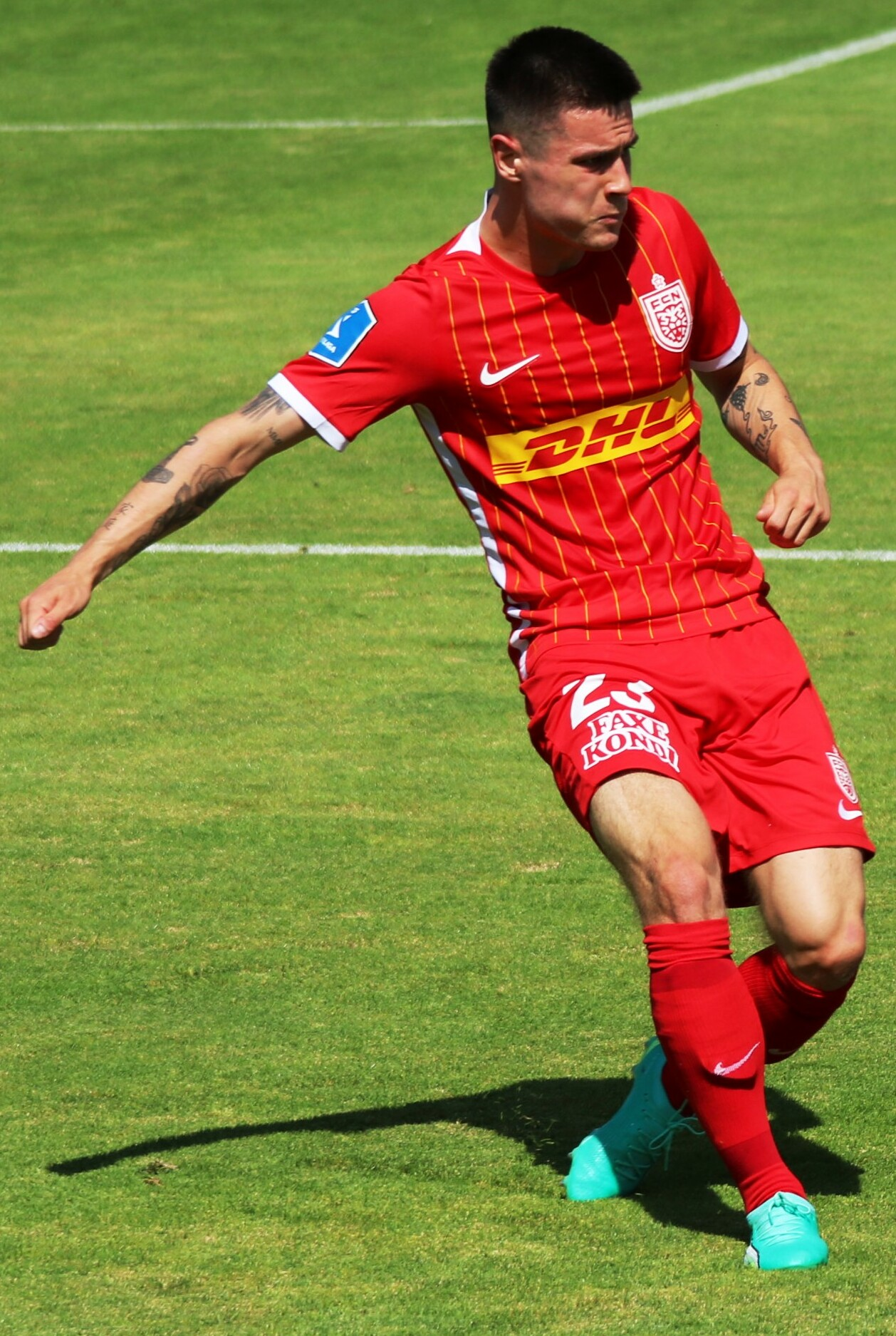
Oliver Villadsen (* 2001)

- Villadsen, René (* 1986), dänischer Handballspieler
- Villadsen, Valdemar, dänischer Tenor und Bühnenregisseur
- Villadsen, Villads (1916–2006), grönländischer Schriftsteller, Dichter, Komponist, Katechet und Lehrer

##### Villae
- Villaécija, Erika (* 1984), spanische Schwimmerin
- Villaespesa, Francisco (1877–1936), spanischer Schriftsteller

##### Villaf
- Villafán Broncano, Macedonio (* 1949), peruanischer Schriftsteller
- Villafaña, Jorge (* 1989), US-amerikanischer Fußballspieler
- Villafañe, Jesus (* 1986), venezolanischer Beachvolleyballspieler
- Villafáñez, Lucas (* 1991), argentinischer Fußballspieler
- Villaflor, Azucena (1924–1977), argentinische Sozialaktivistin
- Villaflor, Ben (* 1952), philippinischer Boxer im Superfedergewicht und Rechtsausleger
- Villafuerte, Edwin (* 1979), ecuadorianischer Fußballspieler
- Villafuerte, Luis (1935–2021), philippinischer Politiker und Rechtsanwalt

##### Villag
- Villagarcía, Juan de († 1564), spanischer Dominikanermönch, Theologe, Hochschullehrer in Oxford
- Villaggio, Paolo (1932–2017), italienischer Schauspieler und SchriftstellerPaolo Villaggio (1932–2017)

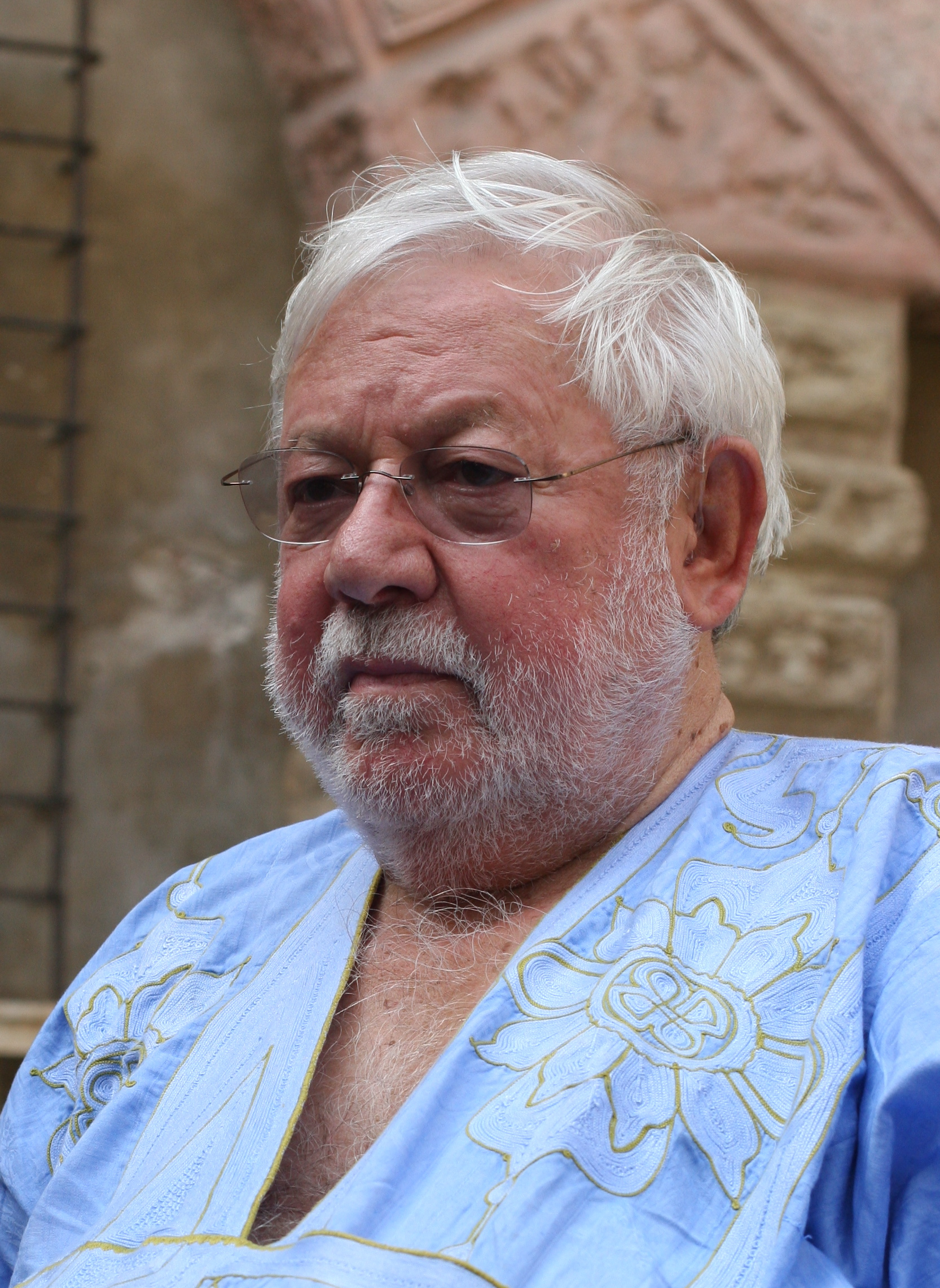
Paolo Villaggio (1932–2017)

- Villaggio, Piero (1932–2014), italienischer Ingenieurwissenschaftler und Mathematiker
- Villagra Romay, Walter (* 1950), bolivianischer Politiker, Mitglied des Abgeordnetenhauses
- Villagra y Martínez, Pedro de (1513–1577), spanischer Soldat und Gouverneur eines Gebiets des heutigen Chiles
- Villagra, Cristian (* 1985), argentinischer Fußballspieler
- Villagra, Federico (* 1969), argentinischer Rallyefahrer
- Villagra, Francisco de (1511–1563), spanischer Konquistador und Gouverneur von Chile
- Villagra, Jonathan (* 2001), chilenischer Fußballspieler
- Villagrán García, José (1901–1982), mexikanischer Architekt
- Villagrán, Adriana (* 1956), argentinische Tennisspielerin
- Villagrán, Cristian (* 1982), Schweizer Tennisspieler
- Villagrand, Gabriela (* 1999), panamaische Fußballspielerin
- Villagutierre, Juan de, spanischer Autor, Mitglied des Consejo de Indias

##### Villai
- Villain, Erwin (1898–1934), deutscher Mediziner und SA-Offizier
- Villain, Heinz (1921–1996), deutscher SS-Unterscharführer und Blockführer im KZ Majdanek
- Villain, Jacques (1934–2022), französischer Physiker
- Villain, Jean (1928–2006), Schweizer Journalist und Schriftsteller
- Villain, Jean-Paul (* 1946), französischer Leichtathlet
- Villain, Minna (1891–1942), deutsche Widerstandskämpferin
- Villain, Raoul (1885–1936), französischer Nationalist
- Villain, Rose (* 1989), italienische Rapperin und PopsängerinRose Villain (* 1989)

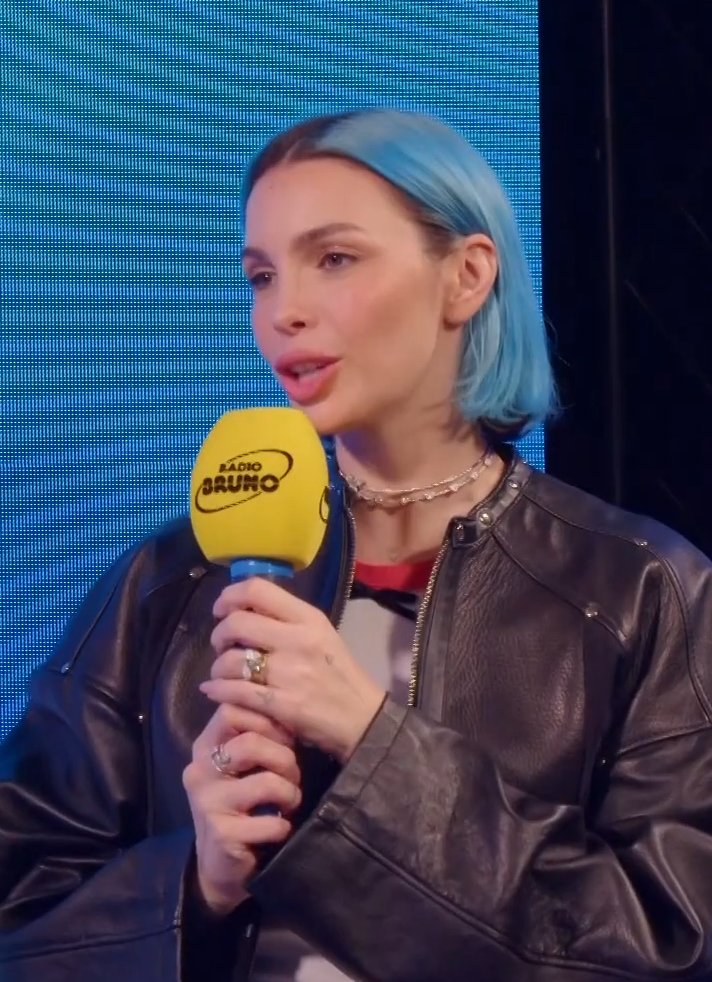
Rose Villain (* 1989)

- Villain051, deutscher Rapper und Neonazi-Aktivist
- Villaine, Aubert de (* 1939), französischer Winzer

##### Villal
- Villalba Aquino, Carlos Milcíades (1924–2016), paraguayischer Geistlicher und römisch-katholischer Bischof von San Juan Bautista de las Misiones
- Villalba Flores, Darío (1939–2018), spanischer Eiskunstläufer und Künstler
- Villalba, Antonio, uruguayischer Politiker
- Villalba, Enrique (* 1955), paraguayischer Fußballspieler
- Villalba, Fran (* 1998), spanischer Fußballspieler
- Villalba, Guadalupe (* 2000), paraguayische Handballspielerin
- Villalba, Héctor (* 1994), paraguayisch-argentinischer Fußballspieler
- Villalba, Jacinto (* 1914), paraguayischer Fußballspieler
- Villalba, Julio (* 1998), paraguayischer Fußballspieler
- Villalba, Luis Héctor (* 1934), argentinischer Geistlicher, Alterzbischof von Tucumán
- Villalba, Salvador (* 1924), paraguayischer Fußballspieler
- Villalba, Tomás (1805–1886), Interimspräsident Uruguays
- Villalba, Virginia (* 1996), ecuadorianische Sprinterin
- Villaldea Garrido, José (* 1966), spanischer Handballspieler und -trainer
- Villalibre, Asier (* 1997), spanischer Fußballspieler
- Villalobos Huezo, Joaquín (* 1951), salvadorianischer Politiker
- Villalobos Padilla, Francisco Raúl (1921–2022), mexikanischer Geistlicher, römisch-katholischer Bischof von Saltillo
- Villalobos Villegas, Jesús (1927–1976), peruanischer Fußballspieler
- Villalobos, Ángel de (1808–1880), katalanisch-spanischer Journalist, Politiker, Industrieförderer, Romanist und Hispanist
- Villalobos, Eberardo (1908–1964), chilenischer Fußballspieler
- Villalobos, Fabiola (* 1998), costa-ricanische Fußballspielerin
- Villalobos, Fidel, mexikanischer Fußballspieler
- Villalobos, Gloriana (* 1999), costa-ricanische Fußballspielerin
- Villalobos, Gregorio (* 1944), mexikanischer Fußballspieler
- Villalobos, Juan Pablo (* 1973), mexikanischer Schriftsteller und Unternehmer
- Villalobos, Manuel (* 1980), chilenischer Fußballspieler
- Villalobos, Pablo (* 1978), spanischer Langstreckenläufer
- Villalobos, Reynaldo (* 1940), US-amerikanischer Kameramann
- Villalobos, Ricardo (* 1970), deutscher Techno-DJ und -produzentRicardo Villalobos (* 1970)

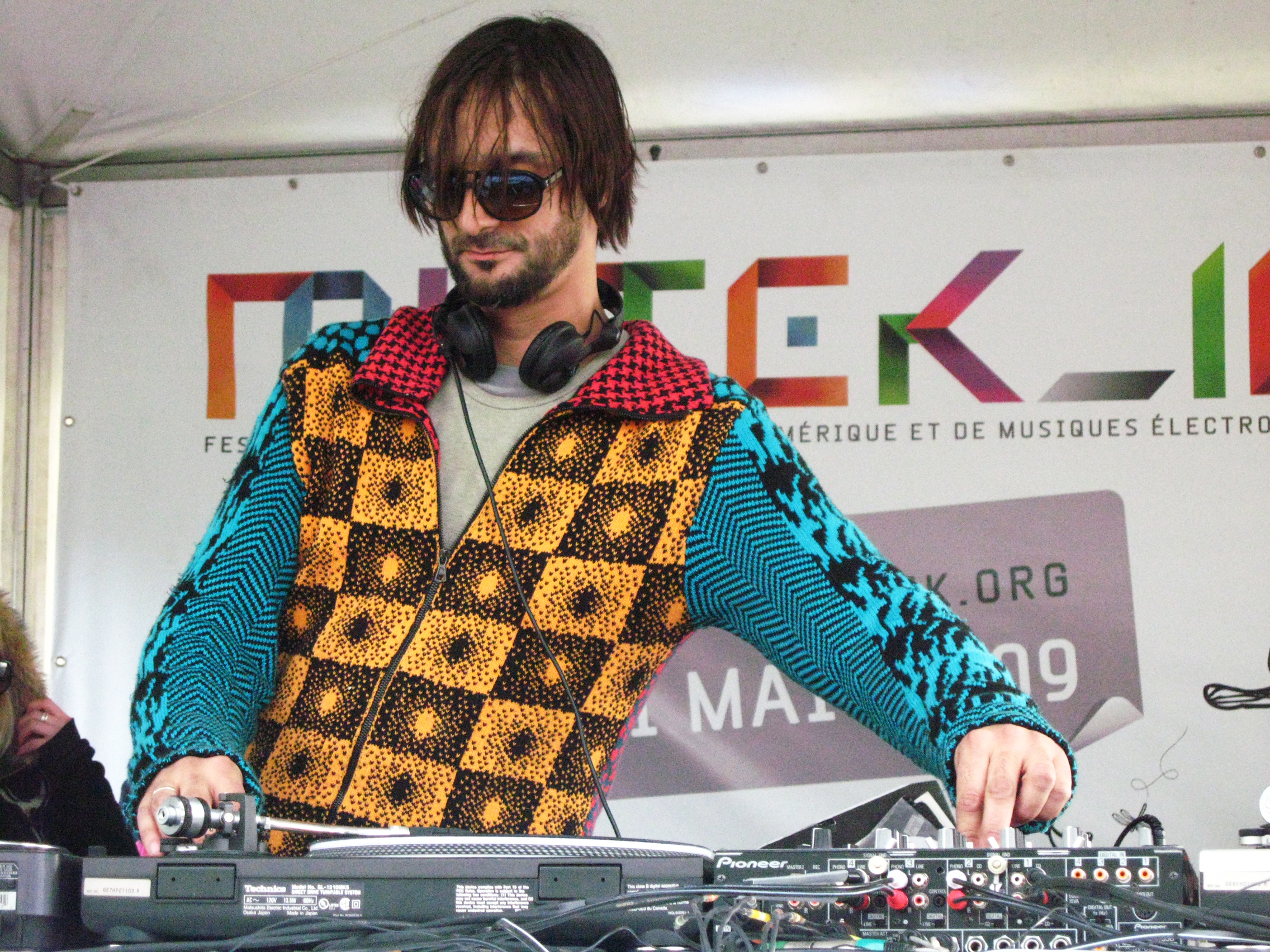
Ricardo Villalobos (* 1970)

- Villalón Mercado, José (1894–1983), mexikanischer Geistlicher, Weihbischof in Mexiko-Stadt
- Villalón, Cristóbal de, spanischer Schriftsteller
- Villalón, Fernando (1881–1930), spanischer Dichter und Kampfstierzüchter
- Villalon, Jade (* 1980), US-amerikanische Popsängerin und Schauspielerin
- Villalona, Fernando (* 1955), dominikanischer Merenguesänger
- Villalonga Hellín, Gerardo (* 1958), spanischer Geistlicher, römisch-katholischer Bischof von Menorca
- Villalonga, Jorge de (1655–1750), spanischer Kolonialverwalter
- Villalonga, José (1919–1973), spanischer Fußballtrainer
- Villalonga, Juan (* 1953), spanischer Geschäftsmann
- Villalonga, Llorenç (1897–1980), spanischer Autor
- Villalpando, Alberto (* 1940), bolivianischer Komponist
- Villalpando, Catalina Vasquez (* 1940), US-amerikanische Regierungsbeamtin
- Villalpando, Cristóbal de (1649–1714), neuspanischer Maler
- Villalpando, David (* 1959), mexikanischer Schauspieler
- Villalpando, Dieter (* 1991), mexikanischer Fußballspieler
- Villalpando, Juan Bautista (1552–1608), spanischer Jesuitenpater, Gelehrter, Mathematiker und Architekt
- Villaluz, César (* 1988), mexikanischer Fußballspieler
- Villalva, Daniel (* 1992), argentinischer Fußballspieler
- Villalvazo, Antonio († 1975), mexikanischer Fußballspieler, Fußballtrainer und Fußballfunktionär

##### Villam
- Villamaa, Toomas (1953–2010), estnischer Radrennfahrer
- Villamayor, Buenaventura (* 1967), singapurischer Schachspieler
- Villamayor, Juan Carlos (* 1969), paraguayischer Fußballspieler
- Villame, Yoyoy (1938–2007), philippinischer Sänger und Schauspieler
- Villamediana, Juan de Tassis y Peralta, 2. Conde de (1582–1622), spanischer Dichter
- Villamena, Francesco (1564–1624), italienischer Kupferstecher
- Villamil Cordovez, Jorge (1929–2010), kolumbianischer Komponist
- Villamil, Soledad (* 1969), argentinische Schauspielerin und SängerinSoledad Villamil (* 1969)

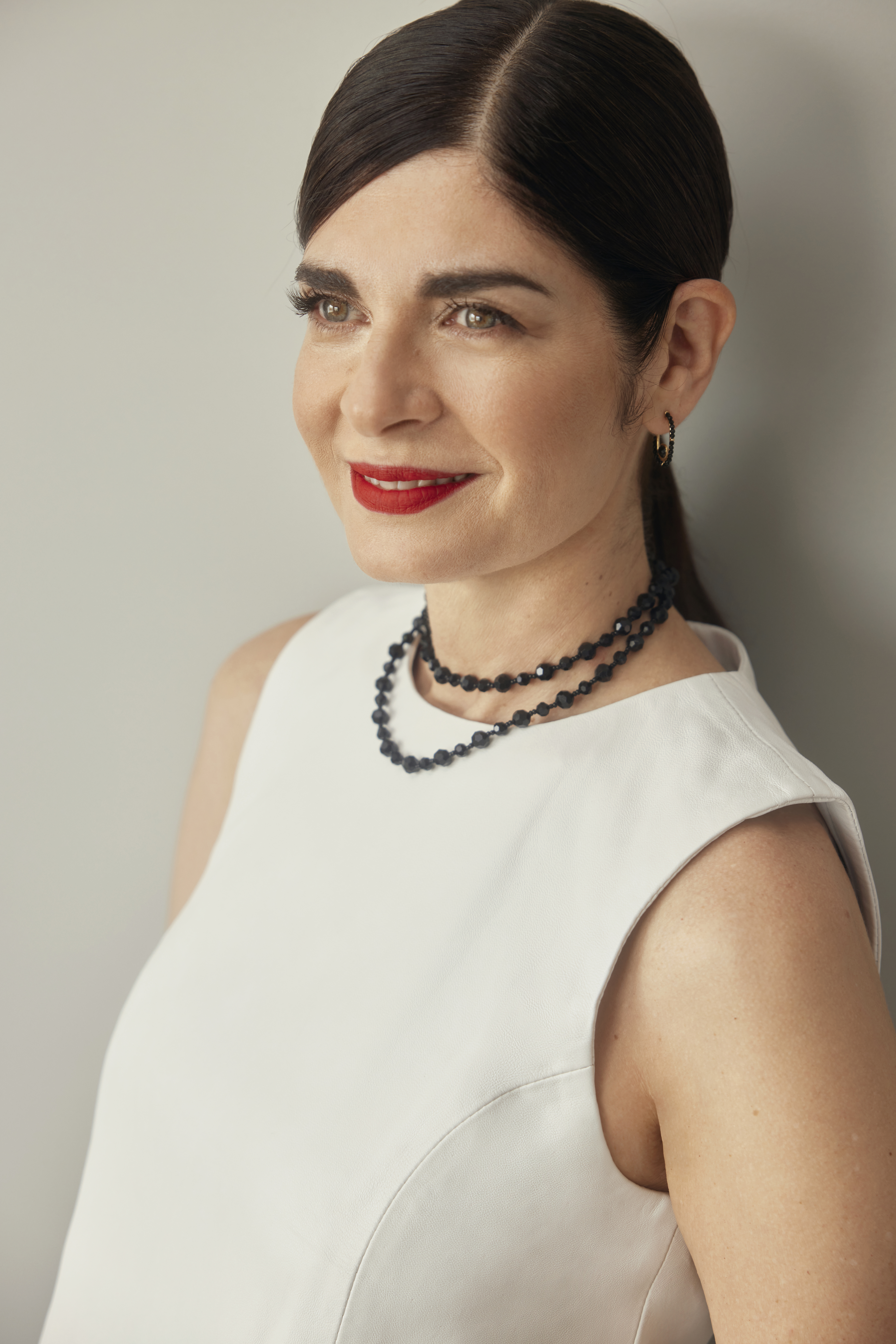
Soledad Villamil (* 1969)

##### Villan
- Villan, Claudio (* 1973), chilenischer Fußballspieler
- Villana-Perlas de Rialpo, Francesco de Paula Ramond (1704–1773), Präsident der Landesadministration des Temescher Banats
- Villandi, Valeeria (1924–2021), estnische Dichterin und Übersetzerin
- Villandrando, Rodrigue de, Söldnerführer in der Zeit des Hundertjährigen Kriegs
- Villani, Cédric (* 1973), französischer Mathematiker, Physiker und PolitikerCédric Villani (* 1973)

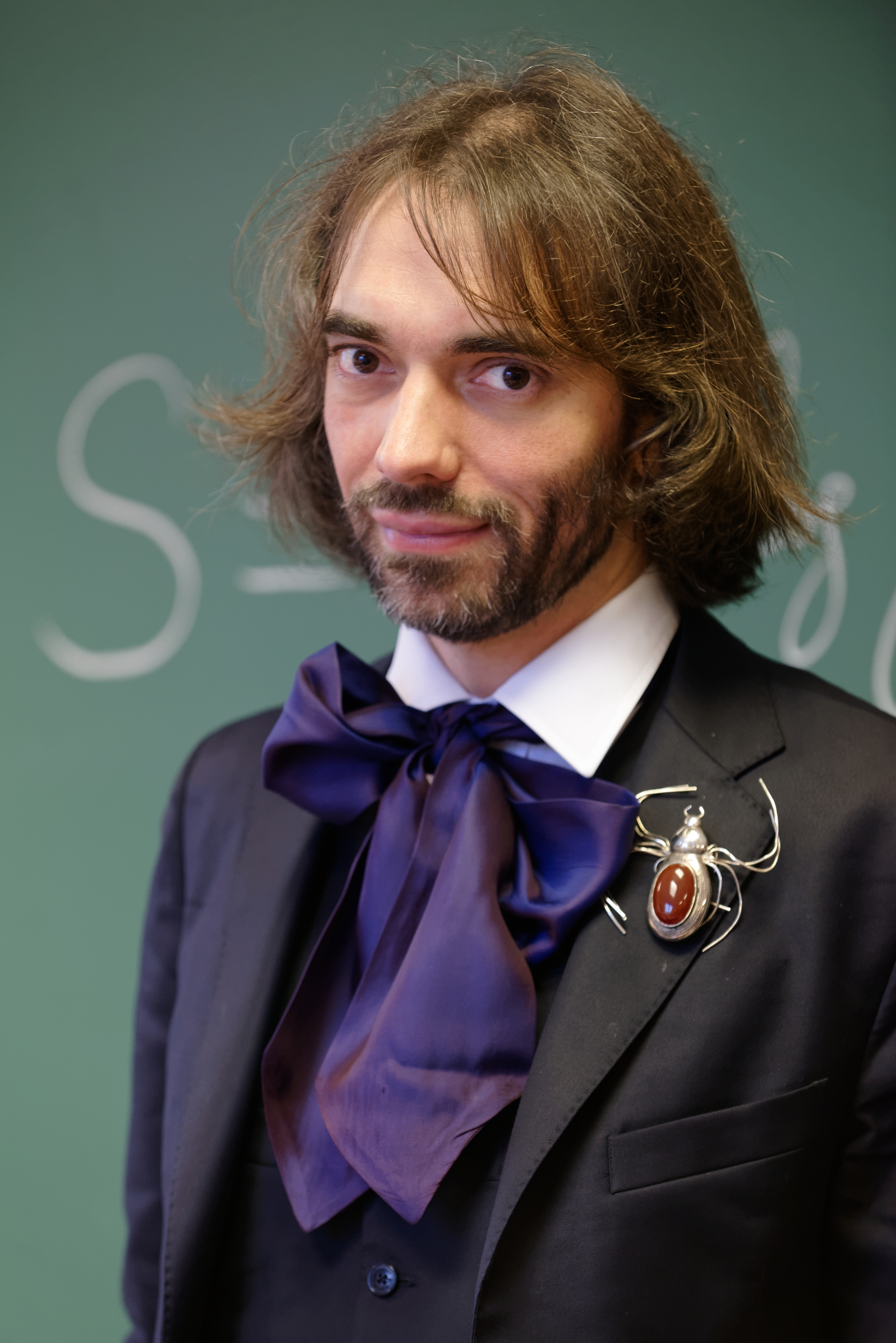
Cédric Villani (* 1973)

- Villani, Elyse (* 1989), australische Cricketspielerin
- Villani, Filippo, italienischer Schriftsteller, Jurist und Geschichtsschreiber
- Villani, Giovanni († 1348), italienischer Geschichtsschreiber, Kaufmann und Politiker
- Villani, Matteo († 1363), italienischer Kaufmann und Geschichtsschreiber
- Villani, Mitchell (* 1987), australischer Eishockeyspieler
- Villani, Vinicio (1935–2018), italienischer Mathematiker
- Villanis, Emmanuel (1858–1914), französischer Künstler
- Villano, Carlo (* 1969), italienischer römisch-katholischer Geistlicher, Bischof von Pozzuoli und Ischia
- Villanova Castellacci, Pietro de (1815–1881), italienischer römisch-katholischer Geistlicher und Kurienbischof
- Villanueva Arellano, Mario Nicolás (* 1971), mexikanischer römisch-katholischer Geistlicher, Weihbischof in Tijuana
- Villanueva Prieto, Darío (* 1950), spanischer Literaturtheoretiker und Literaturkritiker
- Villanueva Rolland, Carlos (* 1986), chilenischer Fußballspieler
- Villanueva y Saavedra, Etelvina (1897–1969), bolivianische Dichterin, Lehrerin und Feministin
- Villanueva, Alejandro (1908–1944), peruanischer Fußballspieler
- Villanueva, Alejandro (* 1988), spanischer und US-amerikanischer Football-Spieler der National Football League (NFL)
- Villanueva, Anthony (1945–2014), philippinischer Boxer
- Villanueva, Carlos Raúl (1900–1975), venezolanischer Architekt
- Villanueva, César (* 1946), peruanischer Politiker
- Villanueva, Charlie (* 1984), US-amerikanischer Basketballspieler
- Villanueva, Claudio (* 1988), ecuadorianischer Leichtathlet
- Villanueva, Cristian (* 1980), uruguayischer Straßenradrennfahrer
- Villanueva, Cyrus (* 1996), australischer Popsänger
- Villanueva, Dennis (* 1992), philippinisch-italienischer Fußballspieler
- Villanueva, Emilio (1882–1970), bolivianischer Architekt
- Villanueva, Felipe (1862–1893), mexikanischer Komponist
- Villanueva, Francisco (1867–1923), philippinischer Politiker
- Villanueva, Gonzalo (* 1995), argentinischer Tennisspieler
- Villanueva, Hugo (1939–2024), chilenischer Fußballspieler
- Villanueva, Idoia (* 1980), spanische Politikerin (Podemos), MdEP
- Villanueva, Joaquín Lorenzo (1757–1837), spanischer Geistlicher, Politiker und Schriftsteller
- Villanueva, Joel (* 1975), philippinischer Politiker
- Villanueva, José (1913–1983), philippinischer Boxer
- Villanueva, José (* 1981), chilenischer Fußballspieler
- Villanueva, José Antonio (* 1979), spanischer Bahnradsportler
- Villanueva, Juan de (1739–1811), spanischer Architekt
- Villanueva, Julissa (* 1972), honduranische Rechtsmedizinerin
- Villanueva, María Cecilia (* 1964), argentinische Komponistin und Pianistin
- Villanueva, Rafael (1947–1995), dominikanischer Dirigent
- Villanueva, Roberto (1804–1848), paraguayischer Dichter
- Villányi, Zsigmond (1950–1995), ungarischer Pentathlet

##### Villap
- Villapadierna, Ramiro (* 1964), spanischer Kulturmanager und Journalist
- Villaplane, Alexandre (1904–1944), französischer FußballspielerAlexandre Villaplane (1904–1944)

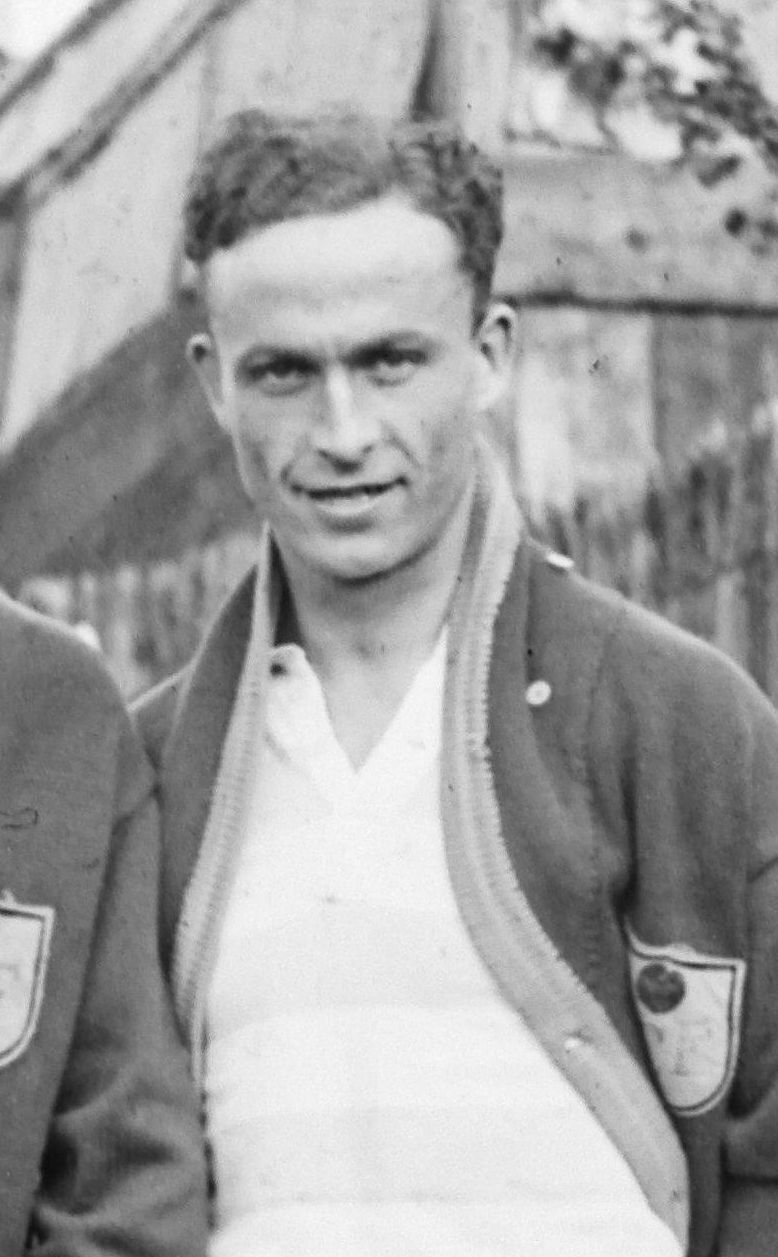
Alexandre Villaplane (1904–1944)

- Villapol, Nitza (1923–1998), kubanische Fernsehköchin und Autorin

##### Villar
- Villar Borda, Luis (1929–2008), kolumbianischer Diplomat
- Villar García-Moreno, Francisco (1948–2011), spanischer Politiker (PP)
- Villar Mendoza, Wilman (1980–2012), kubanischer Dissident
- Villar Rojas, Adrián (* 1980), argentinischer Bildhauer, Installations- und Videokünstler
- Villar y Lozano, Francisco de Paula del (1828–1901), spanischer Architekt
- Villar, Ángel María (* 1950), spanischer Fußballspieler und -funktionär
- Villar, Cynthia (* 1950), philippinische Politikerin
- Villar, Domingo (1971–2022), spanischer Kriminalautor
- Villar, Gonzalo (* 1998), spanischer Fußballspieler
- Villar, Hamilton (* 1969), brasilianischer Kommunalpolitiker
- Villar, José (* 1948), uruguayischer Politiker
- Villar, Juan José, uruguayischer Fußballspieler
- Villar, Justo (* 1977), paraguayischer Fußballtorhüter
- Villar, Leonardo (1923–2020), brasilianischer Schauspieler
- Villar, Manuel junior (* 1949), philippinischer Politiker und Senator
- Villar, Noël-Gabriel-Luce (1748–1826), französischer Konstitutioneller Bischof und Mitglied der Académie française
- Villar, Ricardo (* 1979), brasilianisch-italienischer Fußballspieler
- Villar, Samanta (* 1975), spanische Journalistin
- Villar, Sergio (* 1944), argentinischer Fußballspieler
- Villar, Vicente, Fußballspieler in Mexiko
- Villaraigosa, Antonio (* 1953), US-amerikanischer Politiker (Demokraten)Antonio Villaraigosa (* 1953)

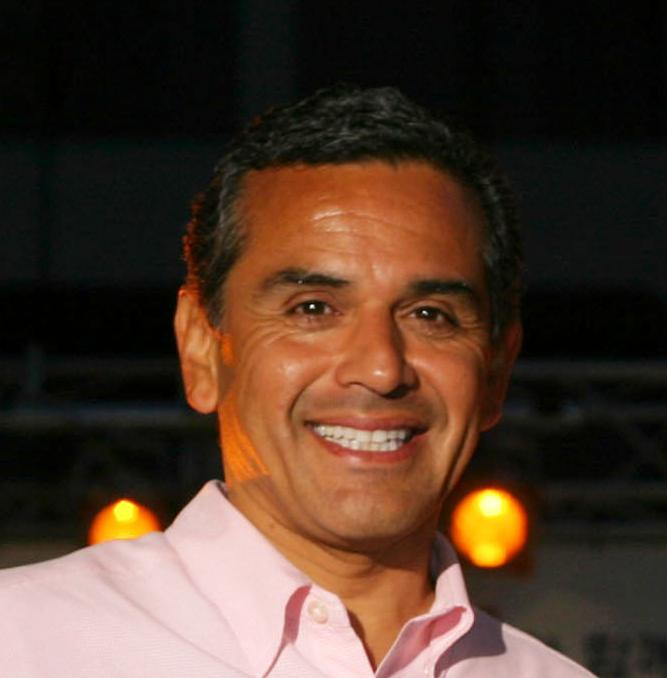
Antonio Villaraigosa (* 1953)

- Villarán, Susana (* 1949), peruanische Politikerin
- Villarceau, Yvon (1813–1883), französischer Astronom, Ingenieur und Mathematiker
- Villard de Honnecourt, französischer Baumeister
- Villard, Ambroise (1841–1903), Schweizer katholischer Geistlicher und Architekt
- Villard, Arthur (1917–1995), Schweizer Pazifist und Politiker (SP)
- Villard, Énora (* 1993), französische Squashspielerin
- Villard, Henry (1835–1900), US-amerikanischer Eisenbahnmagnat
- Villard, Jean (1895–1982), Schweizer Dichter, Schauspieler, Chansonnier, Komiker, Schriftsteller und Komponist
- Villard, Joseph (1838–1898), französischer Fotograf und Postkartenverleger
- Villard, Juliette (1942–1971), französische Schauspielerin
- Villard, Oswald Garrison (1916–2004), US-amerikanischer Geophysiker und Elektroingenieur
- Villard, Paul (1860–1934), französischer Physiker und Chemiker, Entdecker der Gammastrahlung
- Villard, Tom (1953–1994), US-amerikanischer Filmschauspieler
- Villareal y Fierro, Jesús (1884–1965), mexikanischer Geistlicher, römisch-katholischer Bischof von San Andrés Tuxtla
- Villareale, Valerio (1773–1854), italienischer Bildhauer
- Villaret de Joyeuse, Louis Thomas (1747–1812), französischer Admiral und Politiker
- Villaret, Albert (1847–1911), deutscher Militärarzt
- Villaret, João (1913–1961), portugiesischer Schauspieler
- Villaret, Pierre (1918–2001), Schweizer Botaniker, Palynologe, Pteridophytologe und Pflanzensoziologe
- Villaret, Waldtraut (1914–2016), deutsche Schriftstellerin
- Villari, Emilio (1836–1904), italienischer Experimentalphysiker
- Villari, Pasquale (1827–1917), italienischer Historiker und Politiker, Mitglied der Camera dei deputati
- Villarias, Carlos (1892–1976), spanisch-US-amerikanischer Filmschauspieler
- Villarinho, Diogo (* 1994), brasilianischer Freiwasserschwimmer
- Villarito, Rosie (* 1979), philippinische Speerwerferin
- Villaró, Albert (* 1964), andorranischer Schriftsteller
- Villarojo, Dennis C. (* 1967), philippinischer Geistlicher, römisch-katholischer Bischof von Malolos
- Villarosa, Shari, US-amerikanische Diplomatin
- Villarraga, César (* 1985), kolumbianischer Boxer
- Villarreal Aguilar, Juan Carlos (* 1975), panamaischer Botaniker und Bryologe
- Villarreal de Puga, Luz María (1913–2013), mexikanische Botanikerin und Pädagogin
- Villarreal Garcia, Diego (* 1973), US-amerikanischer Schauspieler und Rocksänger
- Villarreal, Alicia (* 1971), mexikanische Sängerin
- Villarreal, Andrea (1881–1963), mexikanische Aktivistin, Journalistin und Revolutionärin
- Villarreal, Andrea Renee (* 1994), mexikanische Tennisspielerin
- Villarreal, Armando (* 1986), US-amerikanischer Fußballschiedsrichter
- Villarreal, Daniel (* 1977), panamaischer Jazzmusiker (Schlagzeug, Perkussion)
- Villarreal, Edgar Valdez (* 1973), mexikanischer DrogenhändlerEdgar Valdez Villarreal (* 1973)

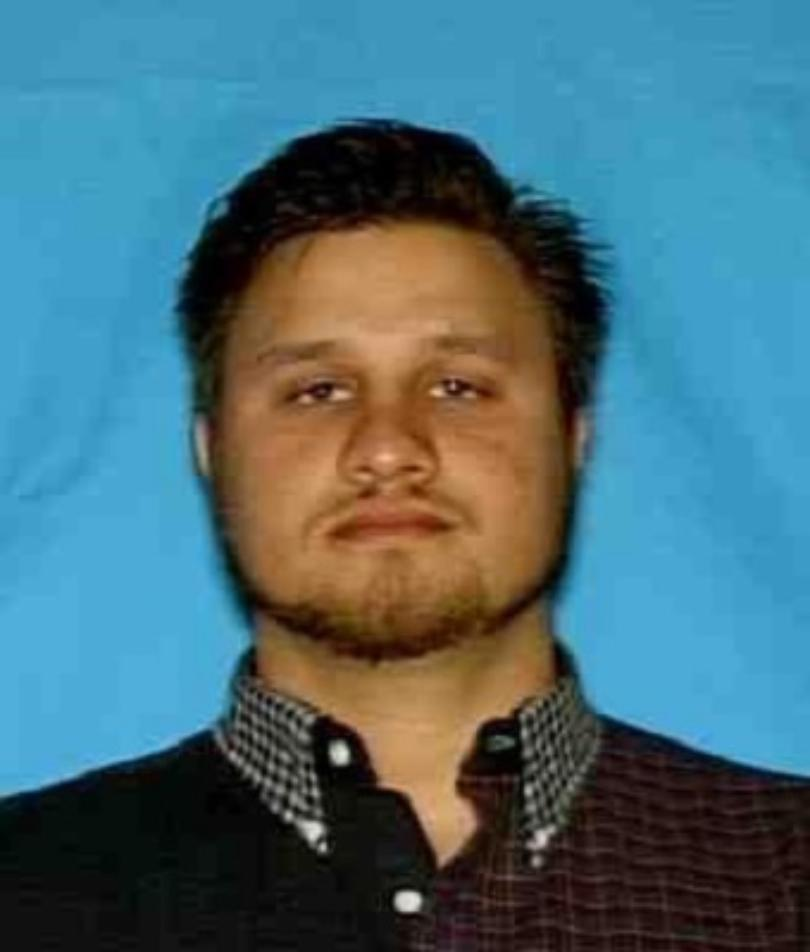
Edgar Valdez Villarreal (* 1973)

- Villarreal, Juantxo (* 1947), spanischer Handballtrainer
- Villarreal, Paola (* 1968), mexikanische Datenwissenschaftlerin und Systemprogrammiererin
- Villarreal, Raúl (* 1909), argentinischer Boxer
- Villarreal, Sergio Enrique (* 1969), mexikanischer Drogenhändler
- Villarreal, Teresa (* 1883), mexikanische Aktivistin, Journalistin und Revolutionärin
- Villarreal, Victor, US-amerikanischer Emo- und Indie-Rock-Gitarrist
- Villarroel Lander, Mario (* 1947), venezolanischer Jurist und Präsident der Internationalen Föderation der Rotkreuz- und Rothalbmond-Gesellschaften
- Villarroel López, Gualberto (1908–1946), bolivianischer Politiker, 39. Präsident Boliviens (1943–1946)
- Villarroel Rodríguez, Jaime (* 1962), venezolanischer Priester, Bischof von Carúpano
- Villarroel, Charles (1930–2020), chilenischer Fußballspieler
- Villarroel, Francisco (* 1965), venezolanischer Anwalt, Schriftsteller, Drehbuchautor und Filmproduzent
- Villarroel, Guillermo († 2015), chilenischer Fußballspieler
- Villarroel, Manuel (* 1944), chilenischer Jazzmusiker (Piano, Komposition)
- Villarroel, Moisés (* 1976), chilenischer Fußballspieler
- Villarroel, Washington (1938–2022), chilenischer Fußballspieler
- Villarroya, Francisco (* 1966), spanischer Fußballspieler
- Villarroya, Miguel Ángel (* 1957), spanischer General
- Villarruel, Victoria (* 1975), argentinische Juristin und PolitikerinVictoria Villarruel (* 1975)

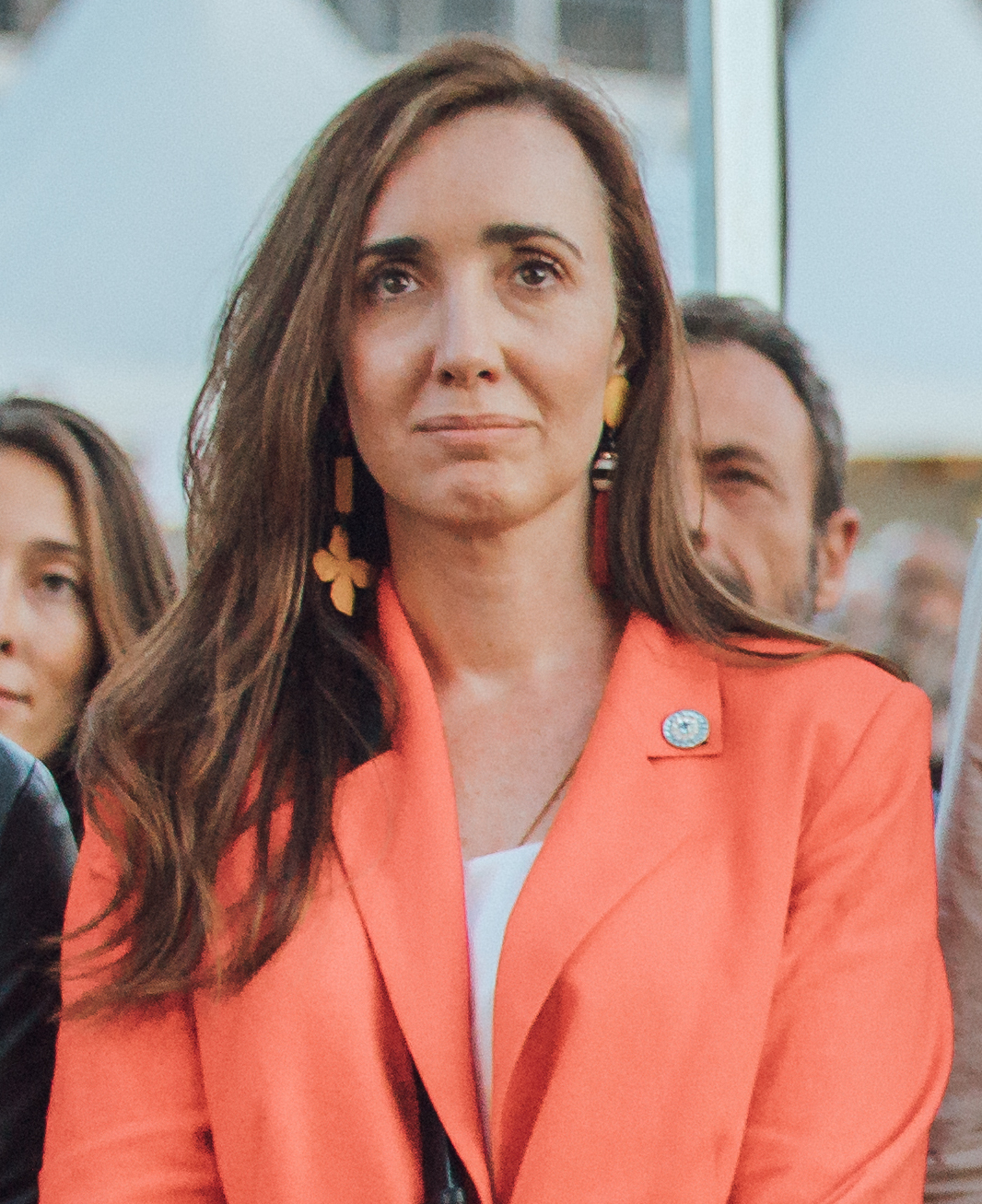
Victoria Villarruel (* 1975)

- Villars, Bettina (* 1964), Schweizer Badmintonspielerin
- Villars, Claude-Louis-Hector de (1653–1734), Marschall von Frankreich, General
- Villars, Dominique (1745–1814), französischer Arzt und Botaniker
- Villars, Felix (1921–2002), Schweizer Physiker
- Villars, Henri de Montfaucon de (1635–1673), französischer Schriftsteller
- Villars, Honoré-Armand de (1702–1770), französischer Adliger, Mitglied der Académie française
- Villars, Jon (* 1963), US-amerikanischer Opernsänger (Heldentenor)
- Villars, Pierre de (1623–1698), französischer Adliger, Feldherr und Diplomat
- Villarta, Maria Eugênia (* 1958), brasilianischer Geschäftsfrau, Künstlerin und ehemaliges brasilianisches Model

##### Villas
- Villas Bôas, Orlando (1914–2002), brasilianischer Anthropologe und Sertanista (Indianer-Scout)
- Villas Boas, Ruy Gonçalo do Valle Peixoto de (* 1939), portugiesischer Großkomtur des Malteserordens
- Villas, Violetta (1938–2011), polnische Chanson- und Schlagersängerin
- Villas-Boas, André (* 1977), portugiesischer Fußballtrainer, Präsident des FC PortoAndré Villas-Boas (* 1977)

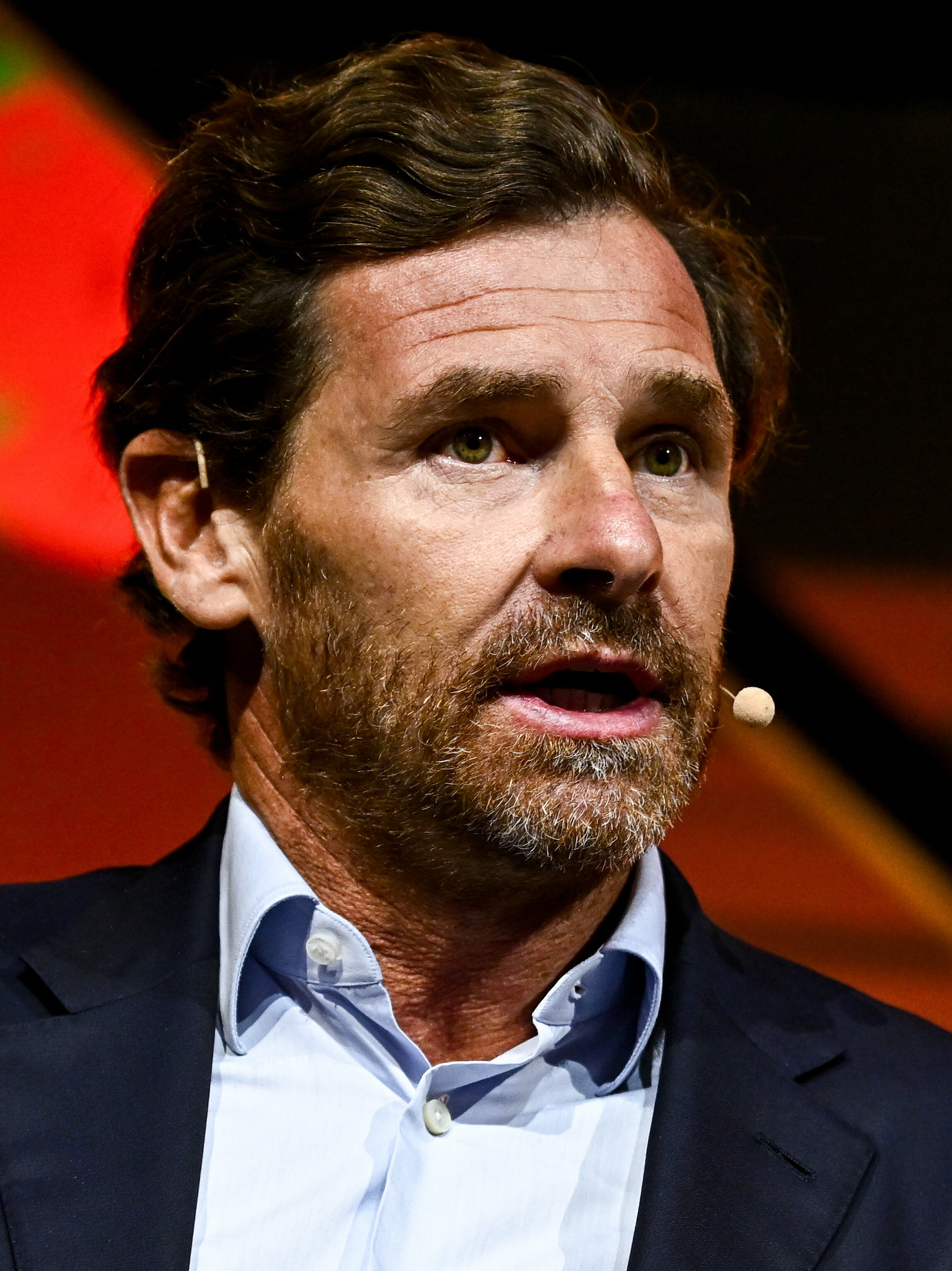
André Villas-Boas (* 1977)

- Villas-Boas, João (* 1982), portugiesischer Schauspieler
- Villasana, Marcos (* 1960), mexikanischer Boxer
- Villasante, Luis (1920–2000), baskisch-spanischer Franziskaner, Autor und Akademiker der Euskaltzaindia
- Villaseca, Marco (* 1975), chilenischer Fußballspieler
- Villaseñor, Isabel (1909–1953), mexikanische Künstlerin
- Villaseñor, Melissa (* 1987), amerikanische Schauspielerin, Stand-up-Comedian und Imitatorin

##### Villat
- Villat, Henri (1879–1972), französischer Mathematiker
- Villatoro Tario, Julia Emma (* 1972), el-salvadorianische Diplomatin
- Villatoro, Antón (* 1970), guatemaltekischer Radrennfahrer
- Villatte, Césaire (1816–1895), deutscher Romanist und Lexikograf
- Villatte, Eugène-Casimir (1770–1834), französischer General der Infanterie

##### Villau
- Villaume, Astrid (1923–1995), dänische Schauspielerin
- Villaume, Heinrich Ludwig (1772–1839), General im Stab Napoleons, Offizier im Befreiungskrieg Südamerikas, Pädagoge und Biograf
- Villaume, Karl von (1840–1900), preußischer General der Artillerie sowie Militärattaché
- Villaume, Kasper (* 1974), dänischer Jazzmusiker (Piano, Komposition)
- Villaume, Peter (1746–1825), deutscher Theologe und Pädagoge
- Villaurrutia, Xavier (1903–1950), mexikanischer Schriftsteller

##### Villav
- Villaventura, Lino (* 1951), brasilianischer Modedesigner
- Villaverde, Cirilo (1812–1894), kubanischer Dichter
- Villaverde, Hugo (1954–2024), argentinischer Fußballspieler und -trainer
- Villaverde, Ramón (1930–1986), uruguayischer Fußballspieler
- Villaverde, Teresa (* 1966), portugiesische Filmregisseurin
- Villaverde, Xavier (* 1958), spanischer Regisseur
- Villavicencio, Fernando (1963–2023), ecuadorianischer Politiker, Gewerkschafter und Journalist
- Villavicencio, Lorenzo de († 1583), spanischer katholischer Theologe und Prediger des Augustinerordens
- Villaviciosa, José de (1589–1658), spanischer Dichter

##### Villax
- Villax, Ferdinand (1784–1857), ungarischer Zisterzienser und Abt des Klosters Zirc

##### Villaz
- Villazán, Jorge (* 1962), uruguayischer Fußballspieler
- Villazón, Rolando (* 1972), mexikanischer OpernsängerRolando Villazón (* 1972)

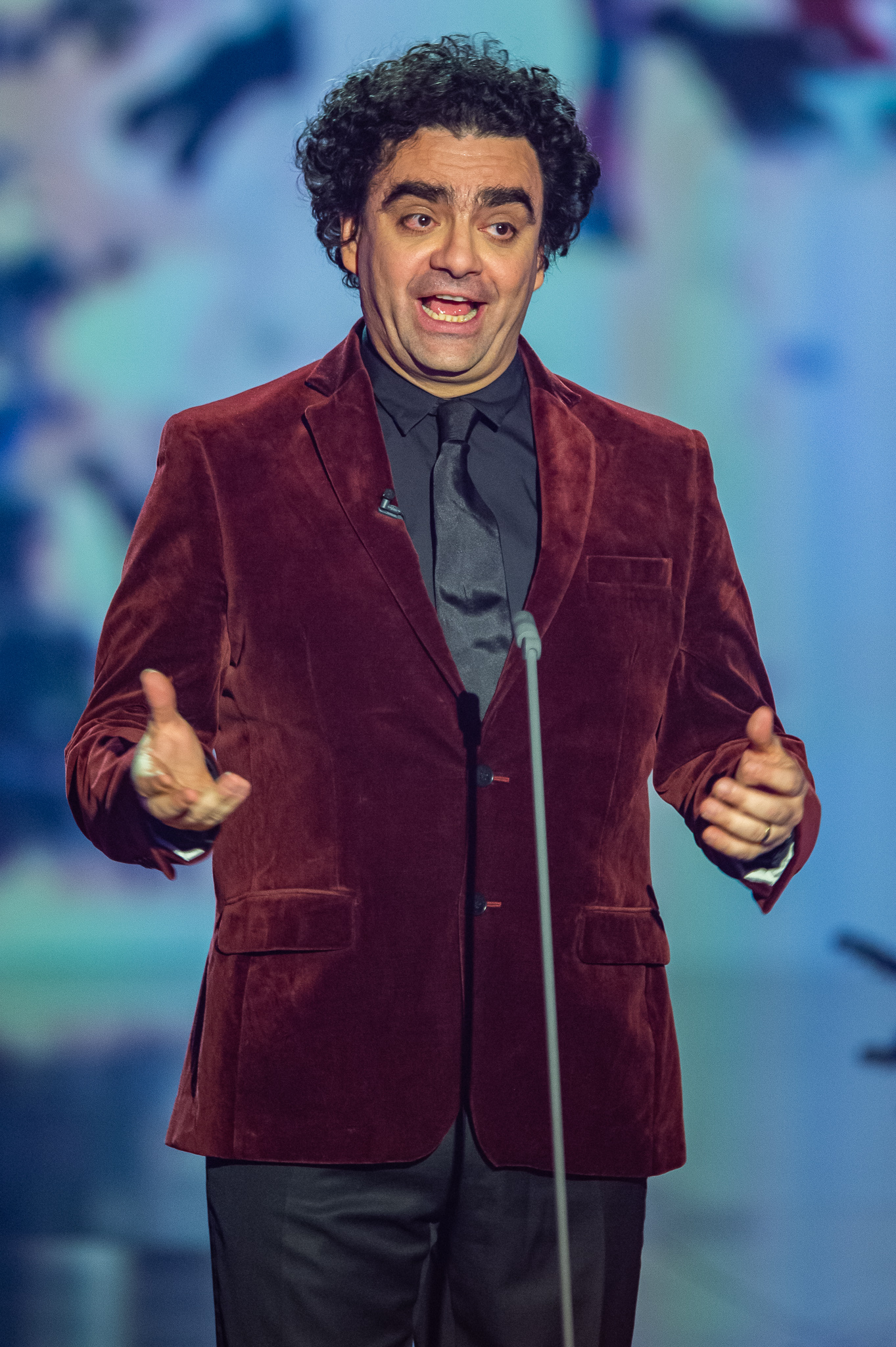
Rolando Villazón (* 1972)

- Villazú, Luis, uruguayischer Fußballspieler

#### Villb
- Villbrandt, Jasenka (* 1951), deutsche Politikerin (Bündnis 90/Die Grünen), MdA

#### Ville
- Ville, Antoine de (1596–1656), französischer Festungsbaumeister
- Ville, Arnold de (1653–1722), wallonischer Ingenieur
- Ville, Christophe (* 1963), französischer Eishockeyspieler
- Ville, Karl de (1705–1792), österreichischer General der Kavallerie
- Ville, Lee Pee (* 1946), dänischer Zauberkünstler
- Ville, Maurice (1901–1982), französischer Radrennfahrer und Schrittmacher
- Ville, Mike de, deutscher Musikproduzent und DJ
- Villechaize, Hervé (1943–1993), französischer SchauspielerHervé Villechaize (1943–1993)

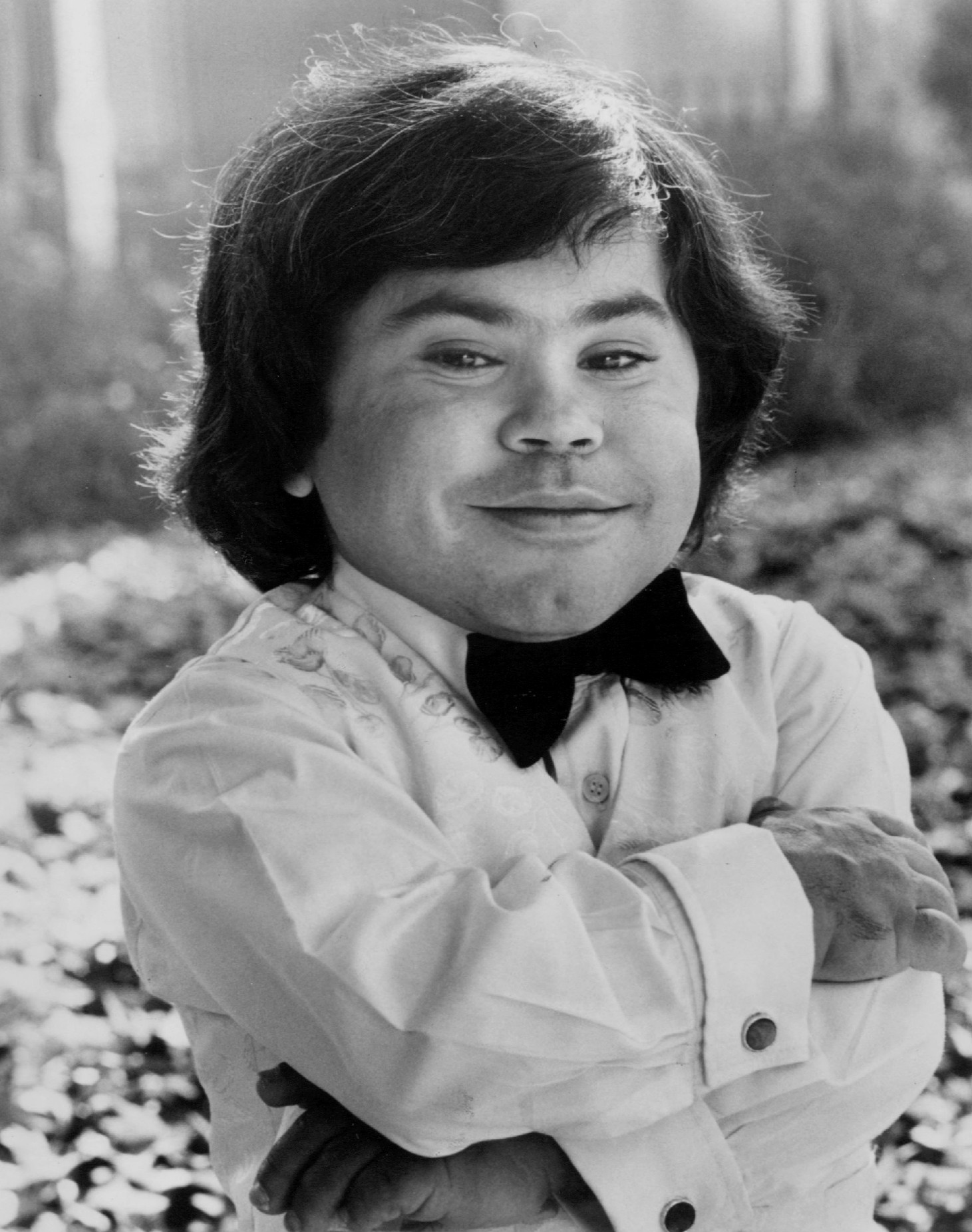
Hervé Villechaize (1943–1993)

- Villechalane, Pascal (* 1975), französischer Fußballspieler
- Villechner, Hans-Rupert (1915–1959), deutscher Funktionär der NSDAP
- Villecourt, Clément (1787–1867), französischer Kardinal und Bischof von La Rochelle (1836–1856)
- Villeda Morales, José Ramón (1908–1971), honduranischer Politiker, Präsident von Honduras
- Villedieu, Marie-Catherine de († 1683), französische Romanschriftstellerin und Dramatikerin
- Villedrouin, Stéphanie (* 1982), haitianische Geschäftsfrau und Politikerin
- Villefort, Constantin von (1792–1866), österreichischer Jurist und Politiker
- Villefranche, Anne-Marie (1899–1980), französische Schriftstellerin
- Villefroy, Guillaume (1690–1777), französischer Orientalist
- Villegagnon, Nicolas Durand de (1510–1571), französischer Vize-Admiral und Entdecker
- Villegas Aguilar, Octavio (* 1940), römisch-katholischer Geistlicher, emeritierter Weihbischof in Morelia
- Villegas Cordero, José (1844–1921), spanischer Maler
- Villegas Suclupe, Víctor Emiliano (* 1967), peruanischer römisch-katholischer Ordensgeistlicher, Prälat von Chota
- Villegas, Aarón (* 1980), spanischer Radrennfahrer
- Villegas, Aira (* 1995), philippinische Boxerin
- Villegas, Antonio, mexikanischer Fußballspieler
- Villegas, Camilo (* 1982), kolumbianischer Golfer
- Villegas, Carey, Spezialeffektkünstler
- Villegas, Enrique (1913–1986), argentinischer Jazzmusiker (Piano, Komposition)
- Villegas, Esteban Manuel de (1589–1669), spanischer Dichter
- Villegas, Jaime (* 1937), kolumbianischer Radrennfahrer
- Villegas, Jasmine (* 1993), US-amerikanische Pop- und R&B-Sängerin sowie sporadische Schauspielerin
- Villegas, José (1934–2021), mexikanischer Fußballspieler
- Villegas, Juan (* 1987), kolumbianischer Straßenradrennfahrer
- Villegas, Lizsurley (* 2003), kolumbianische BMX-Freestyle-Fahrerin
- Villegas, Manuel (* 1907), mexikanischer Schwimmer und Wasserspringer
- Villegas, Natalia (* 1983), chilenische Badmintonspielerin
- Villegas, Paloma (* 1951), mexikanische Schriftstellerin, Übersetzerin, Literaturkritikerin und Dozentin
- Villegas, Queensaray (* 2003), kolumbianische BMX-Freestyle-Fahrerin
- Villegas, Sergio (1927–2005), chilenischer Journalist und Schriftsteller
- Villegas, Tomás (* 2004), argentinischer Sprinter
- Villéger, André (* 1945), französischer Jazzmusiker
- Villeger, William (* 2000), französischer Badmintonspieler
- Villeglé, Jacques de la (1926–2022), französischer Künstler und Mitbegründer des Nouveau Réalisme
- Villehardouin, Wilhelm II. von († 1278), Fürst von Achaia
- Villèle, Auguste de (1858–1943), französischer Landwirt und Dichter
- Villèle, Jean-Baptiste de (1773–1854), französischer Staatsmann
- Villella, Davide (* 1991), italienischer Radrennfahrer
- Villella, Edward (* 1936), US-amerikanischer Balletttänzer und Choreograf
- Villella, Michael (1940–2024), US-amerikanischer Schauspieler
- Villemain, Abel-François (1790–1870), französischer Gelehrter und Politiker
- Villemain, Robert (1924–1984), französischer Boxer
- Villemessant, Hippolyte de (1810–1879), französischer Journalist
- Villemiane, Pierre-Raymond (* 1951), französischer Radrennfahrer
- Villemin, Jean-Antoine (1827–1892), französischer Mediziner
- Villemin-Sicherman, Anne (* 1951), französische Schriftstellerin
- Villeminot, Kyllian (* 1998), französischer Handballspieler
- Villeminot, Pierre (1913–1945), französischer Schriftsteller, Dichter und Widerstandskämpfer
- Villemure, Gilles (* 1940), kanadischer Eishockeytorwart
- Villena, Enrique de (1384–1434), spanischer Schriftsteller
- Villena, Isabel de (1430–1490), Tochter von Enrique de Villena und Äbtissin
- Villena, Ramon B. (* 1939), philippinischer Geistlicher, emeritierter römisch-katholischer Bischof von Bayombong
- Villeneuve de Vence, Charles de († 1702), französischer Bischof
- Villeneuve, Anne M. (* 1959), US-amerikanische Entwicklungsbiologin und Genetikerin
- Villeneuve, Denis (* 1967), kanadischer Filmregisseur und DrehbuchautorDenis Villeneuve (* 1967)

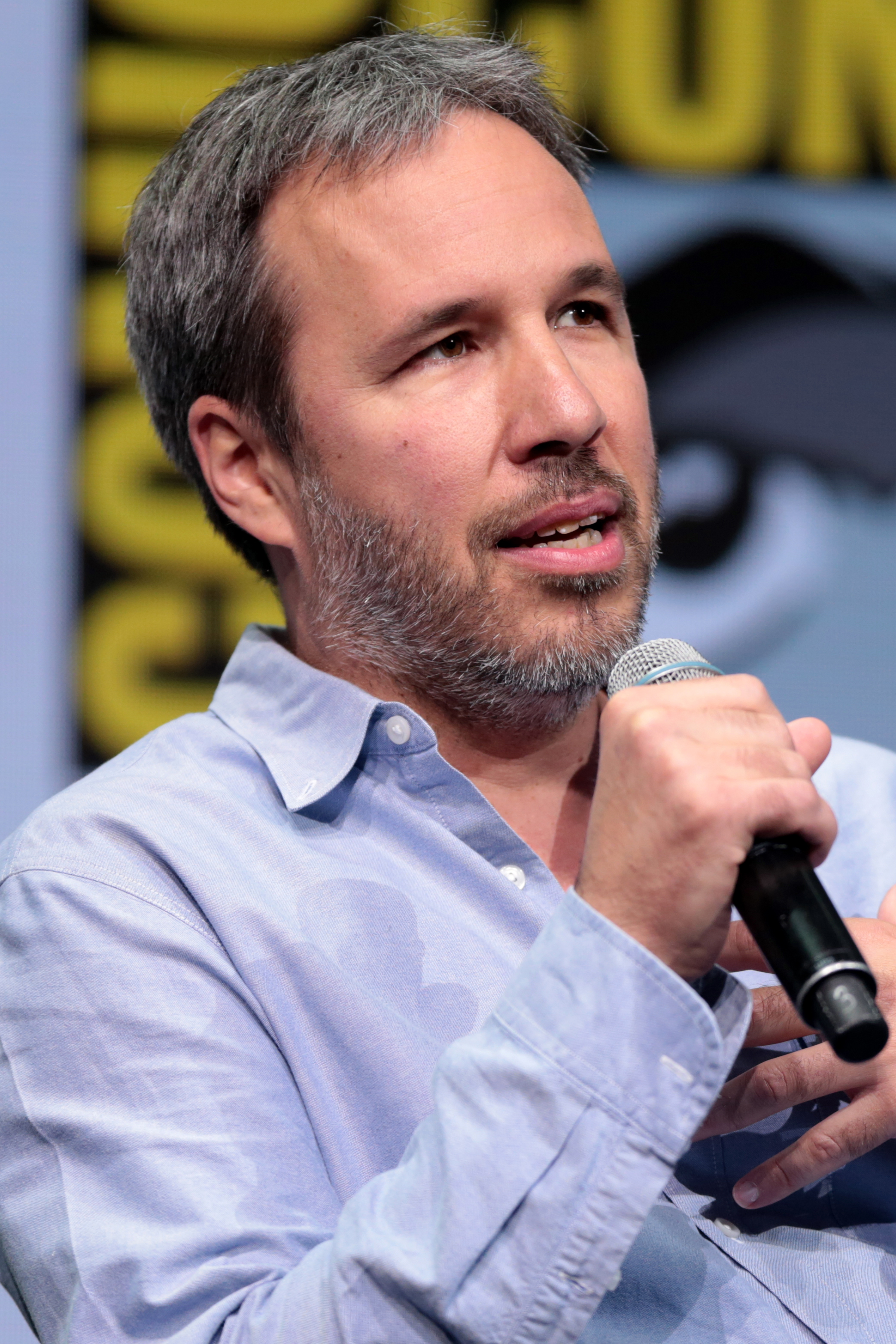
Denis Villeneuve (* 1967)

- Villeneuve, Émilie de (1811–1854), französische katholische Ordensgründerin und Heilige
- Villeneuve, Gabrielle-Suzanne de (1685–1755), französische Schriftstellerin
- Villeneuve, Gilles (1950–1982), kanadischer Automobilrennfahrer
- Villeneuve, Jacques (* 1971), kanadischer Automobilrennfahrer
- Villeneuve, Jacques senior (* 1953), kanadischer Autorennfahrer
- Villeneuve, Jean-Marie-Rodrigue (1883–1947), kanadischer Kardinal der römisch-katholischen Kirche und Erzbischof von Québec
- Villeneuve, Jérôme Pétion de (1756–1794), Anführer während der Französischen Revolution
- Villeneuve, Joseph-Octave (1836–1901), kanadischer Politiker
- Villeneuve, Louis (1889–1969), französischer Autorennfahrer
- Villeneuve, Norman Marshall (1938–2025), kanadischer Jazzmusiker (Schlagzeug)
- Villeneuve, Pierre de (1763–1806), französischer Vizeadmiral
- Villeneuve, Sophie (* 1969), französische Skilangläuferin
- Villeneuve-Esclapon, Comte Jean de (1860–1943), französischer Schachspieler und -komponist
- Villepin, Dominique de (* 1953), französischer PolitikerDominique de Villepin (* 1953)

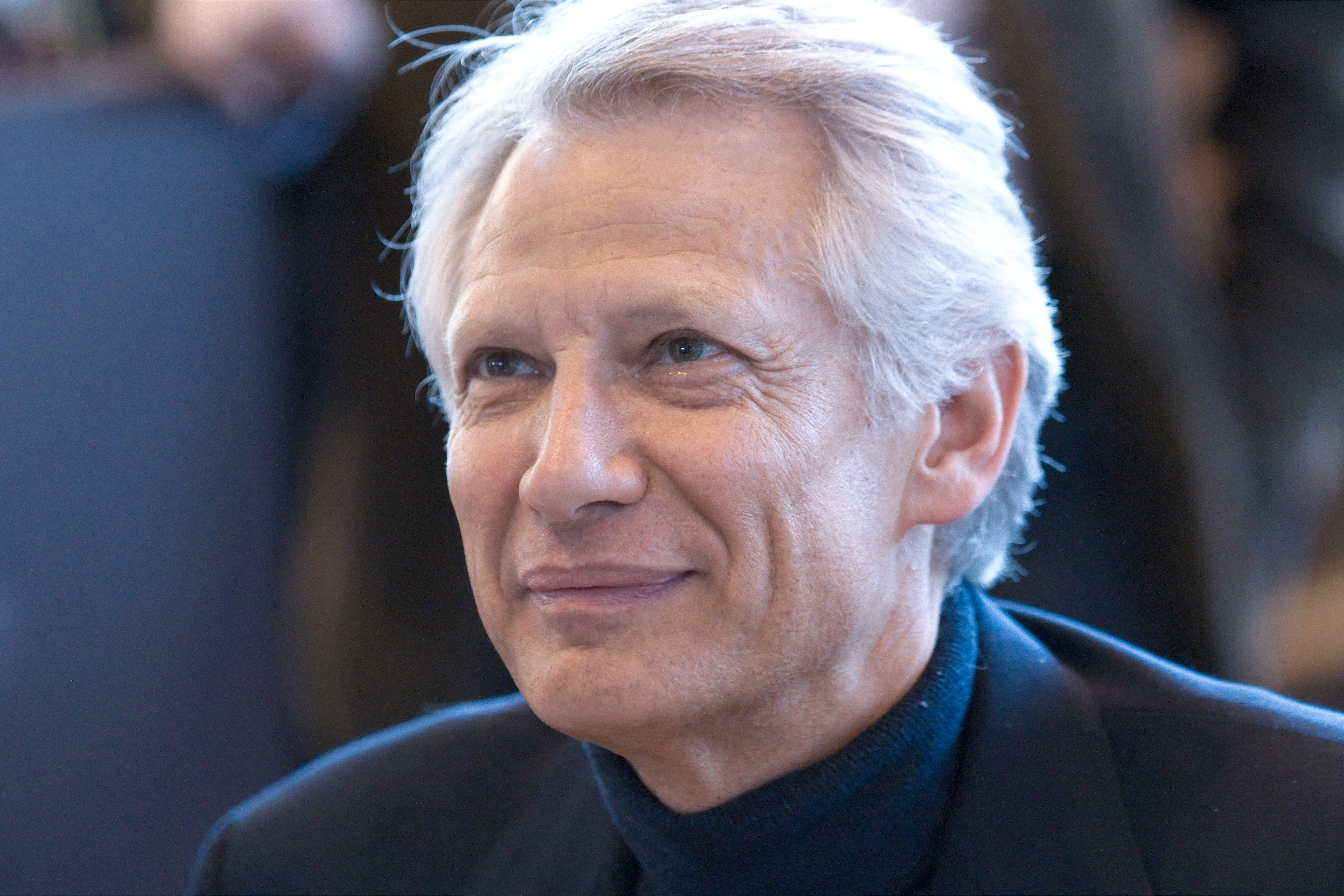
Dominique de Villepin (* 1953)

- Villepin, Xavier de (1926–2014), französischer Politiker
- Villepreux-Power, Jeanne (1794–1871), französische Schneiderin und Meeresbiologin
- Villequier, René de († 1590), französischer Adliger, Gouverneur von Paris
- Viller Møller, Hannah (* 2001), dänische Tennisspielerin
- Villeré, Charles Jacques († 1899), US-amerikanischer und konföderierter Politiker
- Villeré, Jacques (1761–1830), US-amerikanischer Politiker und Gouverneur des Bundesstaates Louisiana (1816–1820)
- Villeret, Jacques (1951–2005), französischer Schauspieler
- Villerius, Jan (1939–2013), niederländischer Fußballspieler
- Villerme, Joseph, französischer Bildhauer in Rom
- Villermé, Louis-René (1782–1863), französischer Hygieniker
- Villeroy de Galhau, Claude (1931–2017), französischer Bankmanager
- Villeroy de Galhau, François (* 1959), französischer Bankmanager und „Haut fonctionnaire“
- Villeroy, Alfred (1818–1896), französischer Porzellanfabrikant
- Villeroy, Charles-Ambroise (1788–1843), französischer Porzellanfabrikant und Gutsbesitzer
- Villeroy, Ernest (1843–1908), französischer Porzellanfabrikant
- Villeroy, François de Neufville, duc de (1644–1730), französischer General und Marschall von Frankreich
- Villeroy, Gabriel Louis François de Neufville, duc de (1731–1794), Gouverneur von Lyon
- Villeroy, Louis Nicolas de Neufville, duc de (1663–1734), Gouverneur von Lyon
- Villeroy, Nicolas (1759–1843), Eisengießer und Gründer der Keramikfirma Villeroy & BochNicolas Villeroy (1759–1843)

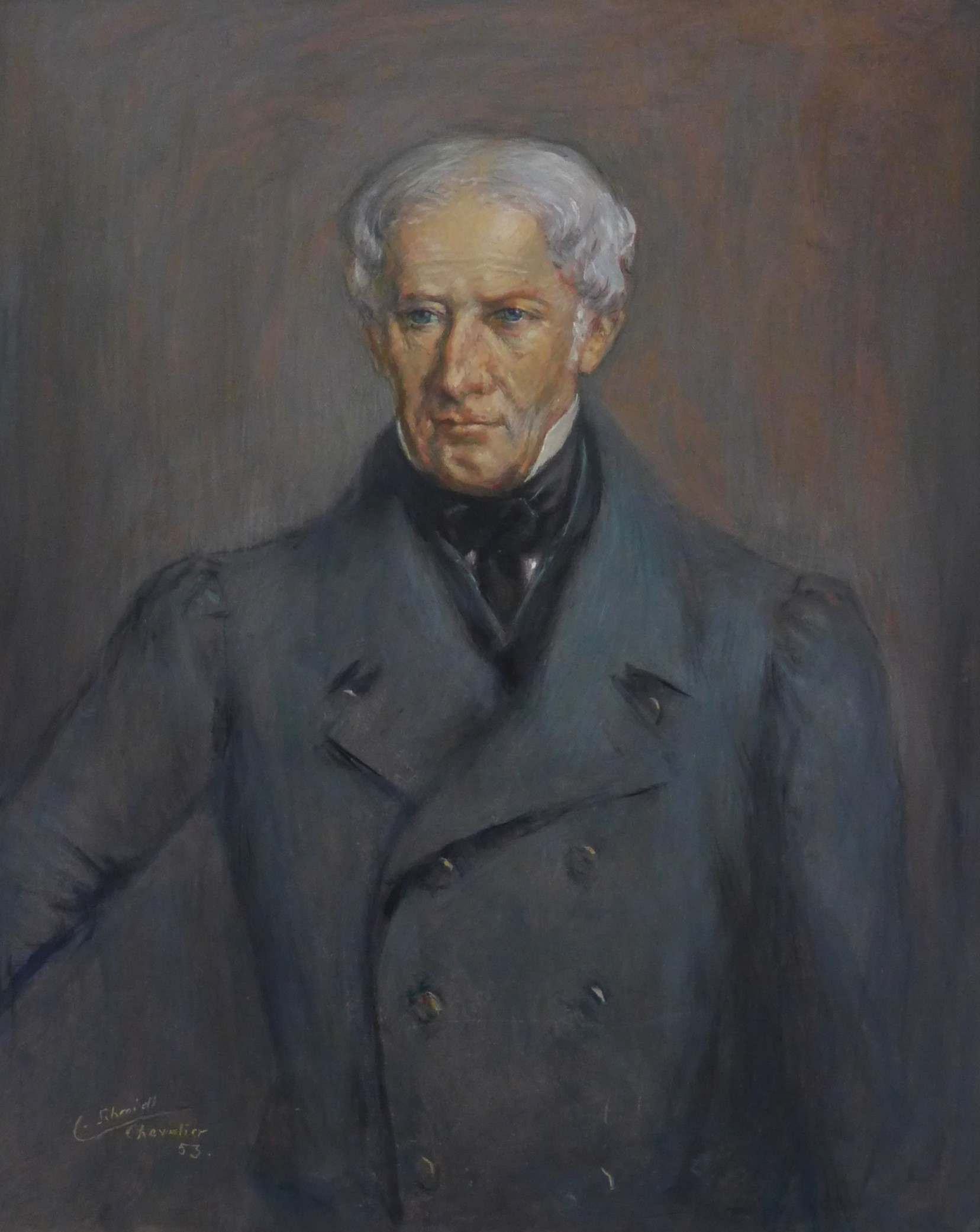
Nicolas Villeroy (1759–1843)

- Villeroy, Nicolas de Neufville seigneur de (1542–1617), französischer Politiker und Diplomat
- Villeroy, Nicolas de Neufville, duc de (1598–1685), Marschall von Frankreich
- Villers, Alexander von (1812–1880), österreichischer Diplomat, Schriftsteller, Privatier und Landwirt
- Villers, Charles de (1765–1815), französischer Offizier und Philosoph
- Villers, Frédéric de (1770–1846), französischer Emigrant und Hochschullehrer
- Villers, Jean Arnaud, französischer Baumeister und Bildhauer
- Villers, Ludwig Viktor von (1810–1881), deutscher Politiker; Oberbürgermeister von Düsseldorf, Regierungspräsident der Hohenzollernschen Lande
- Villers, Marie-Denise (1774–1821), französische Malerin
- Villers, Michel de (1926–1992), französischer Jazzmusiker
- Villers, Nicolas François de (* 1642), braunschweig-lüneburgischer Generalmajor
- Villet, Grey (1927–2000), US-amerikanischer Fotojournalist südafrikanischer Herkunft
- Villet, Marie (* 1996), französische Tennisspielerin
- Villete, Álvaro (* 1991), uruguayischer Fußballtorhüter
- Villeton, Jocelyne (* 1954), französische Langstreckenläuferin
- Villette, Adrien, französischer Rallye-Raid-Fahrer
- Villette, Pierre (1926–1998), französischer Komponist
- Villette, Rétaux de (1754–1797), französischer Abenteurer und Betrüger
- Villeval, Marie Claire (* 1957), französische Wirtschaftswissenschaftlerin und Hochschullehrerin
- Villey, Michel (1914–1988), französischer Rechtsphilosoph, Rechtshistoriker und Hochschullehrer
- Villey, Pierre (1879–1933), französischer Romanist und Literaturwissenschaftler

#### Villi
- Villi, Ilkka (* 1975), finnischer SchauspielerIlkka Villi (* 1975)

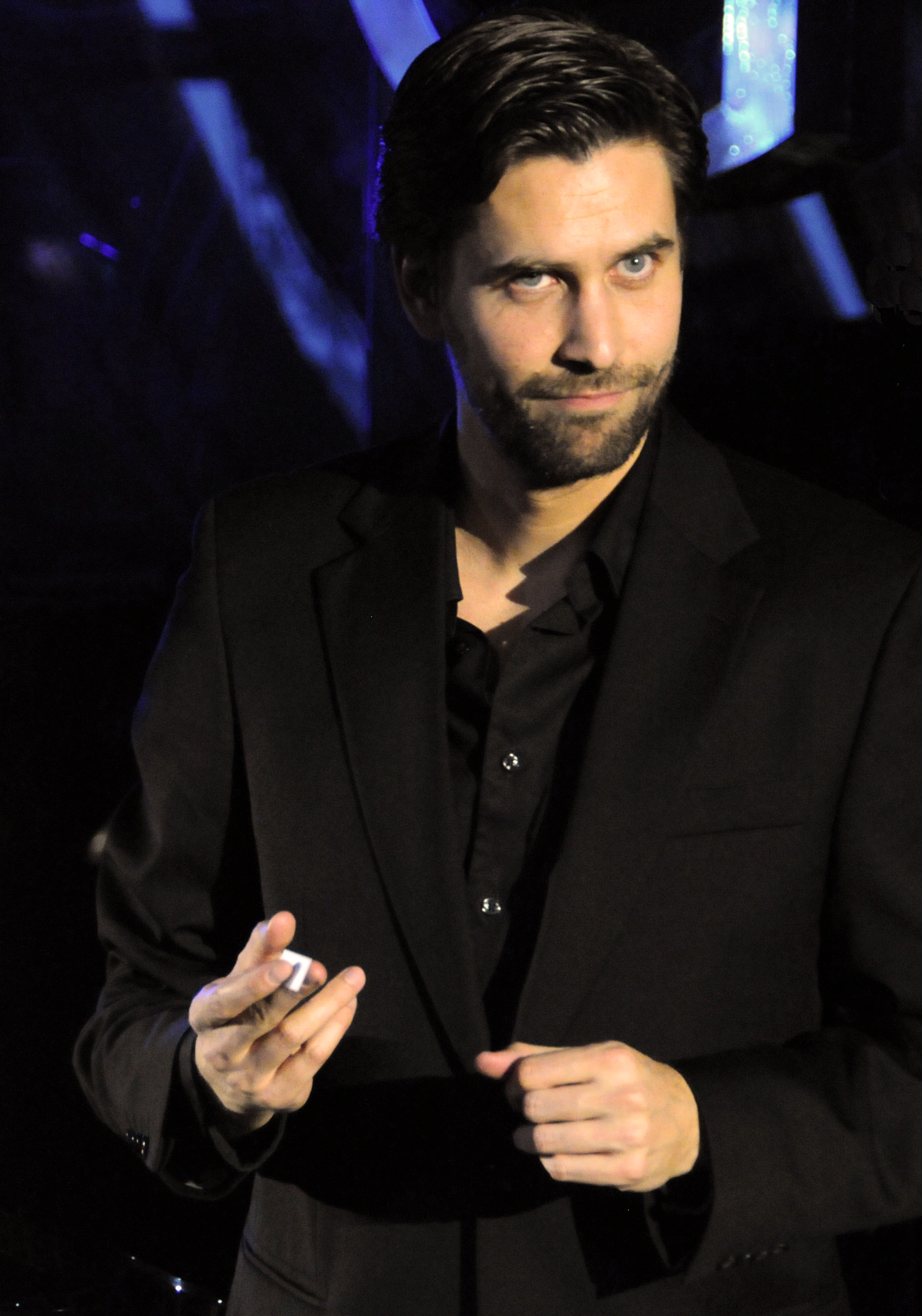
Ilkka Villi (* 1975)

- Villiers de L’Isle-Adam, Auguste de (1838–1889), französischer Schriftsteller
- Villiers de L’Isle-Adam, Jacques de († 1472), französischer Adliger und Militär
- Villiers de L’Isle-Adam, Jean de († 1437), Marschall von Frankreich
- Villiers de l’Isle-Adam, Philippe de (1464–1534), französischer Adliger und Großmeister des Malteserordens
- Villiers Pienaar, Uys de (1930–2011), südafrikanischer Biologe und Naturschützer
- Villiers, AB de (* 1984), südafrikanischer Cricketspieler
- Villiers, Alan (1903–1982), australischer Seefahrer, Abenteurer, Fotograf und Schriftsteller
- Villiers, Barbara, 1. Duchess of Cleveland (1640–1709), englische Adlige, Mätresse Karls II.
- Villiers, Charles Pelham (1802–1898), britischer Politiker der Liberal Party, Unterhausabgeordneter, Minister für Armenfürsorge
- Villiers, Christopher (* 1960), britischer Schauspieler
- Villiers, Claude Deschamps de (1600–1681), französischer Theaterschauspieler und Dramatiker
- Villiers, Elizabeth († 1733), englische Adlige und Mätresse von König Wilhelm III. von England
- Villiers, Elme de (* 1993), südafrikanische Badmintonspielerin
- Villiers, Ethel-Michele de (* 1947), Virologin
- Villiers, Frances (1753–1821), Mätresse von König Georg IV.
- Villiers, François (1920–2009), französischer Regisseur und Drehbuchautor
- Villiers, George, 1. Duke of Buckingham (1592–1628), britischer DiplomatGeorge Villiers, 1. Duke of Buckingham (1592–1628)

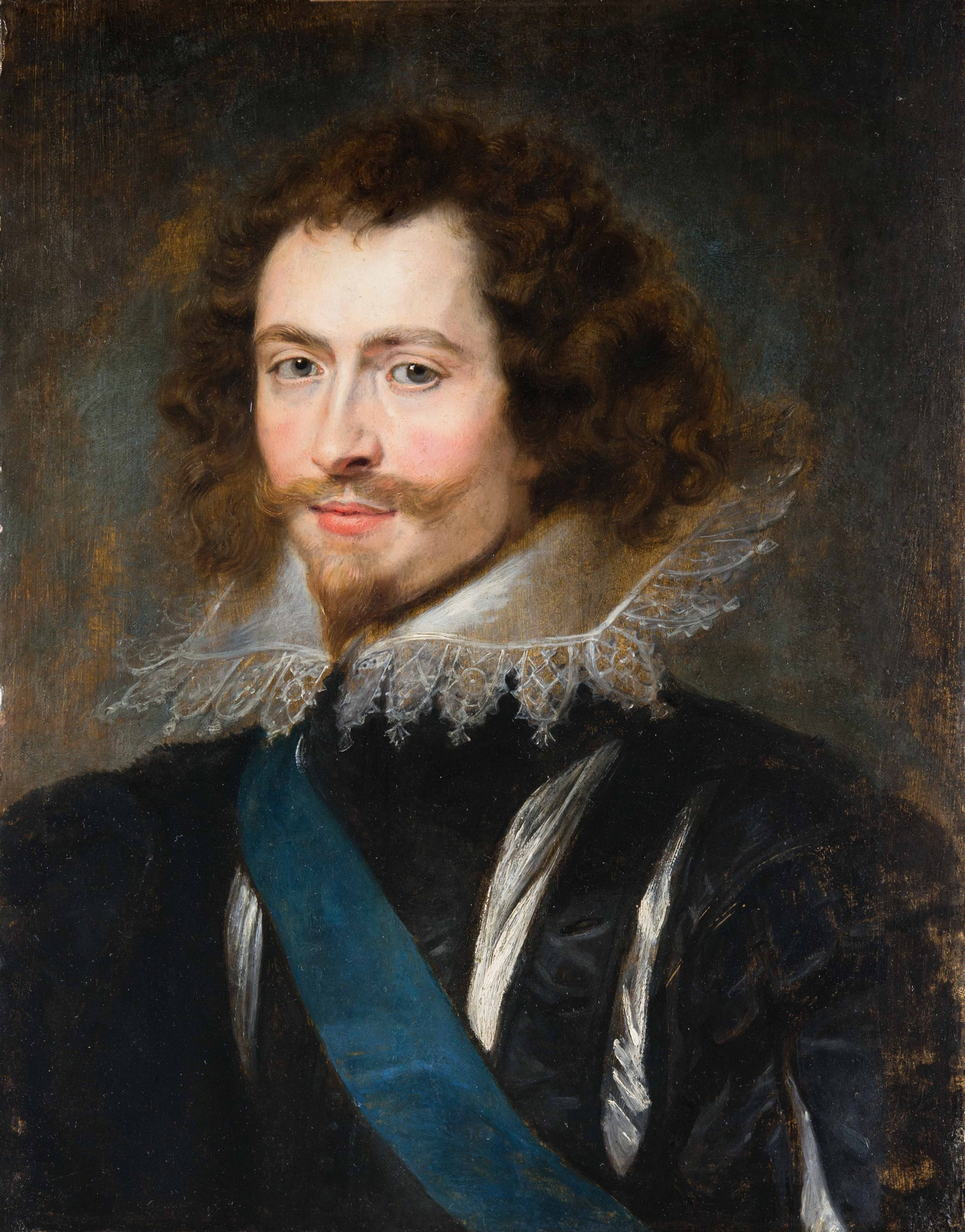
George Villiers, 1. Duke of Buckingham (1592–1628)

- Villiers, George, 2. Duke of Buckingham (1628–1687), englischer DiplomatGeorge Villiers, 2. Duke of Buckingham (1628–1687)

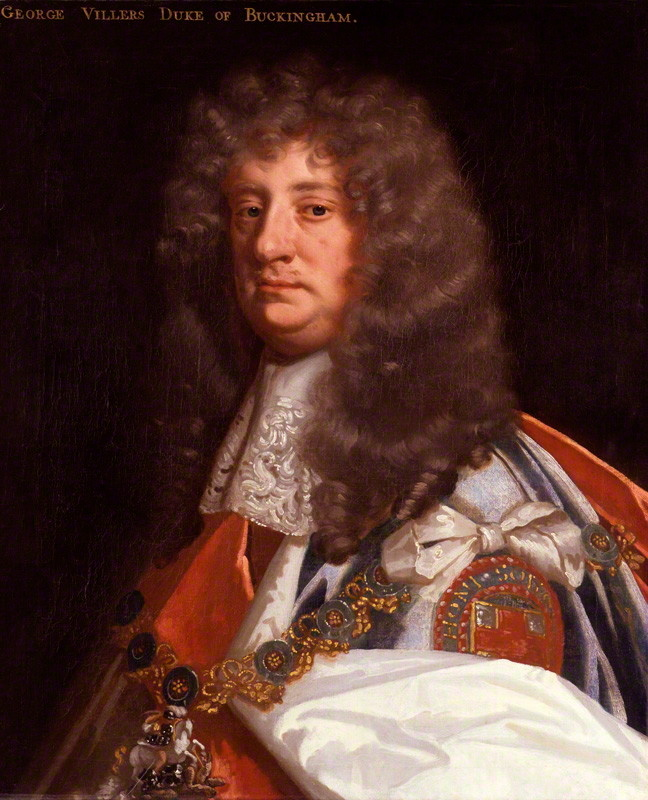
George Villiers, 2. Duke of Buckingham (1628–1687)

- Villiers, George, 4. Earl of Clarendon (1800–1870), britischer Adliger, Diplomat und Politiker
- Villiers, George, 6. Earl of Clarendon (1877–1955), britischer konservativer Politiker
- Villiers, Gérard de (1929–2013), französischer Schriftsteller, Herausgeber und Journalist
- Villiers, Giniel de (* 1972), südafrikanischer Rennfahrer
- Villiers, Hendrik De (* 1981), südafrikanischer Triathlet
- Villiers, Jacques-François (1727–1794), französischer Arzt und Übersetzer
- Villiers, James (1933–1998), britischer Film- und Fernsehschauspieler
- Villiers, Jean de († 1294), Großmeister des Johanniterordens
- Villiers, Jean de (* 1981), südafrikanischer Rugby-Spieler
- Villiers, John (1936–2020), britischer Historiker
- Villiers, Katherine, Duchess of Buckingham (1603–1649), englische Peeress
- Villiers, Louis C. de (1882–1958), südafrikanischer Fußballspieler und Geologe
- Villiers, Marq De (* 1940), südafrikanisch-kanadischer Journalist und Schriftsteller
- Villiers, Merle de (* 2001), deutsche Schauspielerin und Model
- Villiers, Nannie de (* 1976), südafrikanische Tennisspielerin
- Villiers, Peter de (* 1957), südafrikanischer Rugbyspieler und -trainer
- Villiers, Philippe de (* 1949), französischer Politiker, Mitglied der Nationalversammlung, MdEP und AutorPhilippe de Villiers (* 1949)

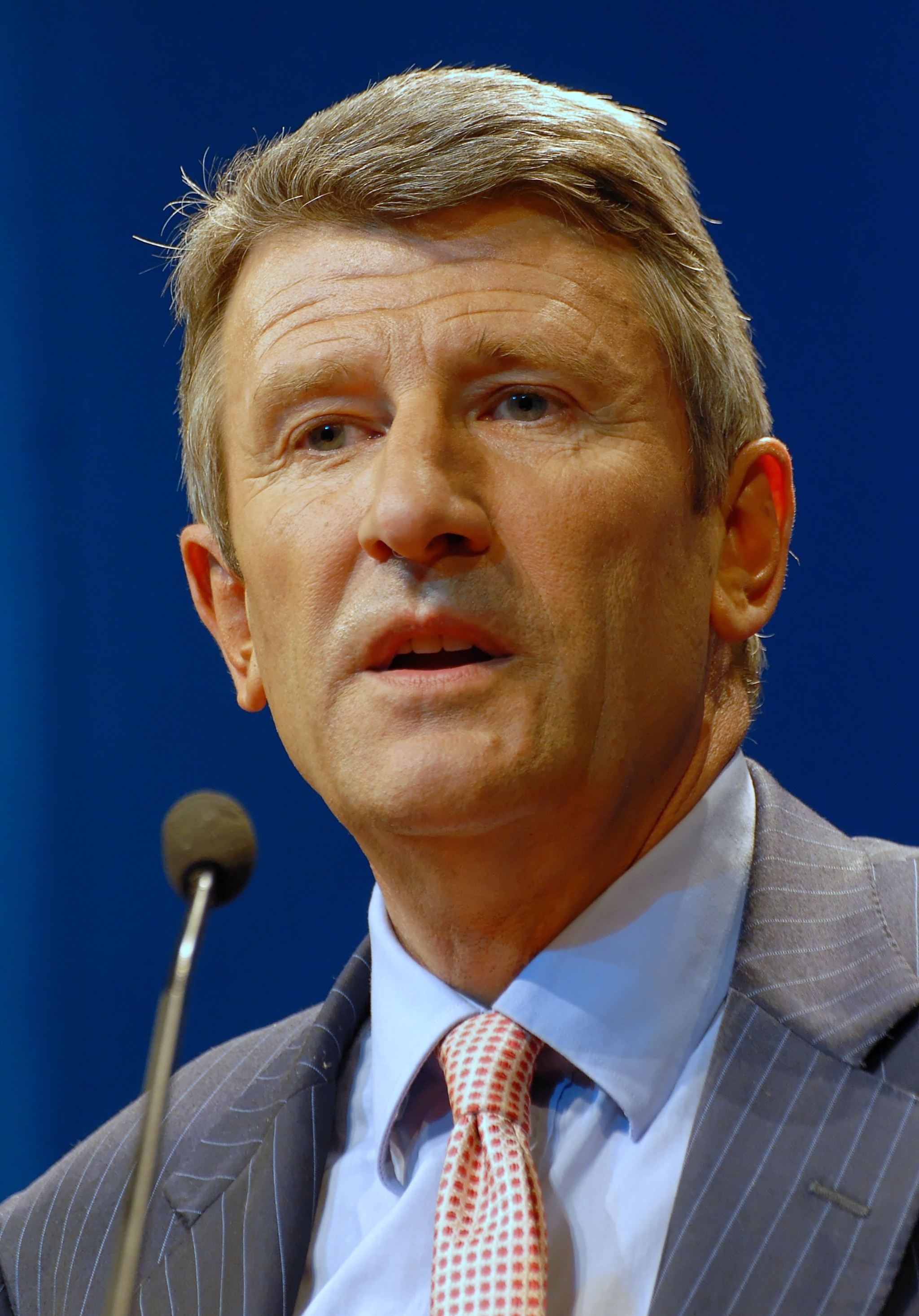
Philippe de Villiers (* 1949)

- Villiers, Pierre de (* 1956), französischer General, Chef des französischen Generalstabs
- Villiers, Sarah, Countess of Jersey (1785–1867), britische Adlige
- Villiers, Tam de (* 1979), britischer Jazzmusiker (Gitarre)
- Villiers, Theresa (* 1968), britische Politikerin (Conservative Party), Mitglied des House of Commons, MdEP
- Villiers-Stuart, Henry, 1. Baron Stuart de Decies (1803–1874), britischer Adliger und Politiker, Mitglied des House of Commons
- Villiet, Joseph (1823–1877), französischer Maler und Glasmaler
- Villig, Markus (* 1993), estnischer Unternehmer
- Villiger, Beat (* 1944), Schweizer Sportarzt
- Villiger, Beat (* 1957), Schweizer Politiker (CVP), Landammann von Zug
- Villiger, Claudia (* 1963), deutsche Sprachwissenschaftlerin
- Villiger, Claudia (* 1969), Schweizer Eiskunstläuferin und -trainerin
- Villiger, Fritz (1926–2008), Schweizer Bergsteiger und Bergführer
- Villiger, Hannah (1951–1997), Schweizer Bildhauerin, Fotokünstlerin und Malerin
- Villiger, Hans (1892–1983), Schweizer Industrieller und Politiker (FDP)
- Villiger, Heinrich (1930–2025), Schweizer Unternehmer
- Villiger, Hermann (1921–2009), Schweizer Sprachwissenschafter
- Villiger, Josef (1910–1992), Schweizer Mundartschriftsteller
- Villiger, Kaspar (* 1941), Schweizer Unternehmer und PolitikerKaspar Villiger (* 1941)

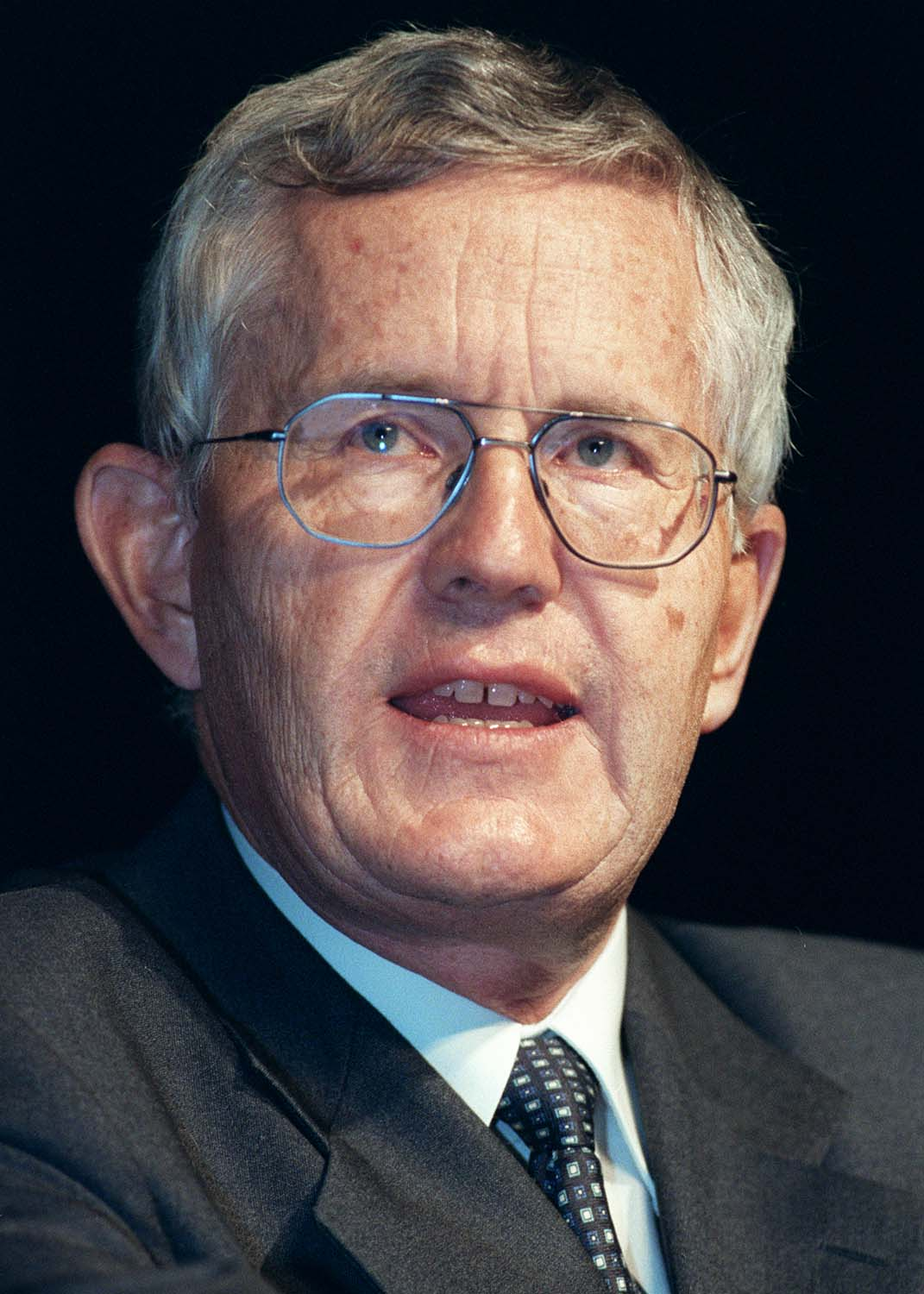
Kaspar Villiger (* 1941)

- Villiger, Lars (* 2003), Schweizer Fußballspieler
- Villiger, Marco (* 1975), Schweizer Fußballfunktionär
- Villiger, Mark (1950–2023), Schweizer Jurist
- Villiger, Markus (* 1933), Schweizer Politiker, Geschäftsführer und Redaktor
- Villiger, Martin (* 1972), Schweizer Komponist und Musikproduzent
- Villiger, René (1931–2010), Schweizer Grafiker und Kunstmaler
- Villiger, Urs (* 1971), Schweizer Schauspieler
- Villiger, Victor (1868–1934), Schweizer Chemiker
- Villiger, Walter Augustin (1872–1938), deutsch-schweizerischer Astronom und Ingenieur bei Carl Zeiss
- Villiger-Keller, Gertrud (1843–1908), Schweizer Führerin der Frauenbewegung
- Villinger von Schönenberg, Jakob (1480–1529), Schatzmeister Kaiser Maximilians I.
- Villinger, Bernhard (1889–1967), deutscher Arzt, Sportler, Filmpionier und Forscher
- Villinger, Dieter (* 1947), deutscher Maler
- Villinger, Franz (1907–2009), deutscher Flugzeugkonstrukteur
- Villinger, Hermine (1849–1917), deutsche Schriftstellerin
- Villinger, Ingeborg (* 1946), deutsche Politikwissenschaftlerin
- Villinger, Karl (1902–1995), deutscher Goldschmied und Maler
- Villinger, Louis, deutscher Theaterregisseur
- Villinger, Marie (1860–1946), Schweizer Gewerkschafterin
- Villinger, Werner (1887–1961), deutscher Kinder- und Jugendpsychiater
- Villis, Hans-Peter (* 1958), deutscher Manager
- Villius Tappulus, Publius, römischer Politiker, Konsul 199 v. Chr.

#### Villm
- Villmeter, Fabian (* 1980), deutscher Basketballtrainer
- Villmow, Bernhard (* 1946), deutscher Jurist und Hochschullehrer
- Villmow, Frederik (* 1993), deutscher Jazzmusiker (Schlagzeug, Komposition)
- Villmow, Jürgen (* 1955), deutscher Künstler und Architekt
- Villmow, Michael (* 1956), deutscher Jazzmusiker und Komponist

#### Villo
- Villoing, Alexander Iwanowitsch (1808–1878), russischer Klavierpädagoge und Komponist
- Villoldo, Ángel (1861–1919), argentinischer Tangokomponist und -dichter
- Villoldo, Cristian (* 1985), uruguayischer Fußballspieler
- Villon, François (* 1431), Dichter des französischen SpätmittelaltersFrançois Villon (* 1431)

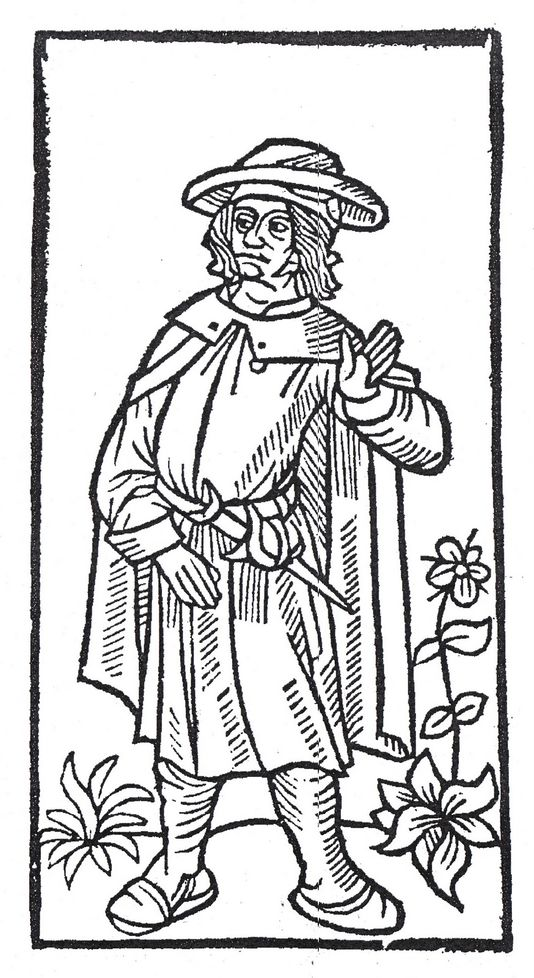
François Villon (* 1431)

- Villon, Jacques (1875–1963), französischer Maler und Grafiker
- Villon, Pierre (1901–1980), französischer Politiker (PCF), Mitglied der Nationalversammlung, Résistance-Mitglied, Zeitungsgründer
- Villoresi, Emilio (1913–1939), italienischer Automobilrennfahrer
- Villoresi, Luigi (1909–1997), italienischer Formel-1-Rennfahrer
- Villoslada, Clara (* 1980), spanische Snowboarderin
- Villot, Jean-Marie (1905–1979), französischer Geistlicher, Kardinal und Camerlengo der katholischen Kirche
- Villot-Dufey, Pierre-Louis (1664–1736), französischer Schauspieler
- Villota, Emilio de (* 1946), spanischer Automobilrennfahrer
- Villota, Francisco (1873–1950), spanischer Pelotaspieler
- Villota, María de (1980–2013), spanische AutomobilrennfahrerinMaría de Villota (1980–2013)

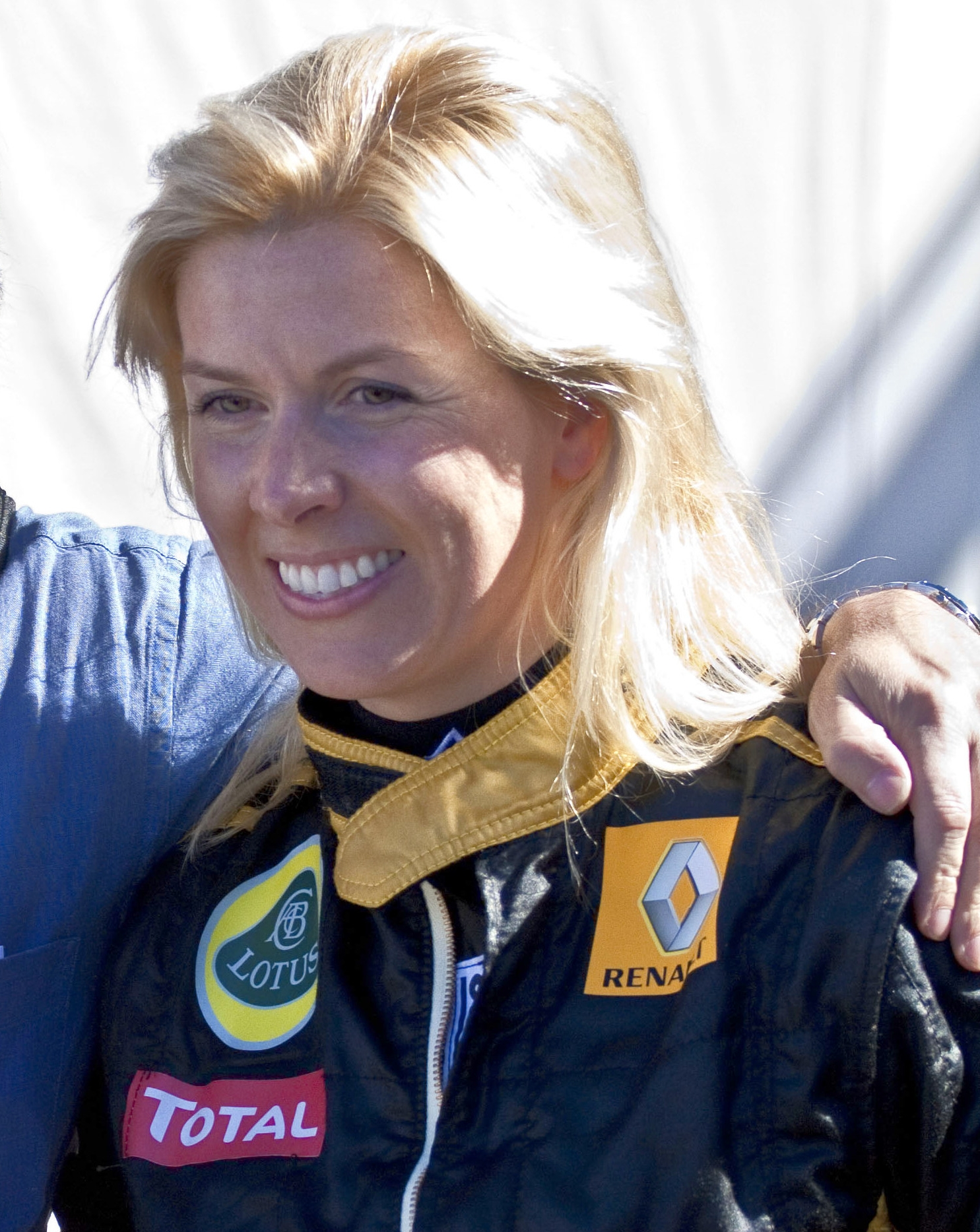
María de Villota (1980–2013)

- Villoz-Muamba, Félicienne Lusamba (1956–2019), kongolesisch-schweizerische Mediatorin und Politikerin

#### Villr
- Villringer, Arno (* 1958), deutscher Neurologe und Hochschullehrer

#### Villu
- Villum Kann Rasmussen (1909–1993), dänischer Unternehmens- und Stiftungsgründer
- Villumsen, Linda (* 1985), neuseeländische Radrennfahrerin
- Villumsen, Nikolaj (* 1983), dänischer Politiker, MdEP
- Villumsen, Rasmus (1907–1930), grönländischer Expeditionsteilnehmer
- Villumstad, Fredrik (* 1999), norwegischer Skispringer

#### Villw
- Villwock, Jan (* 1966), deutscher Basketballspieler
- Villwock, Maximilian (* 1987), deutscher Regisseur und Drehbuchautor
- Villwock, Wolfgang (1930–2014), deutscher Zoologe

### Vilm
- Vilma, Jonathan (* 1982), US-amerikanischer American-Football-Spieler
- Vilmar, August (1800–1868), deutscher lutherischer Theologe, Schulmann und kurhessischer Staatsrat
- Vilmar, Burghard (1933–2020), deutscher Jurist und Politiker (SPD)
- Vilmar, Eduard (1832–1872), deutscher lutherischer Hochschullehrer, Theologe und Orientalist
- Vilmar, Fritz (1929–2015), deutscher Politologe, Soziologe und Globalisierungskritiker
- Vilmar, Karsten (1930–2024), deutscher Chirurg, ÄrztevertreterKarsten Vilmar (1930–2024)

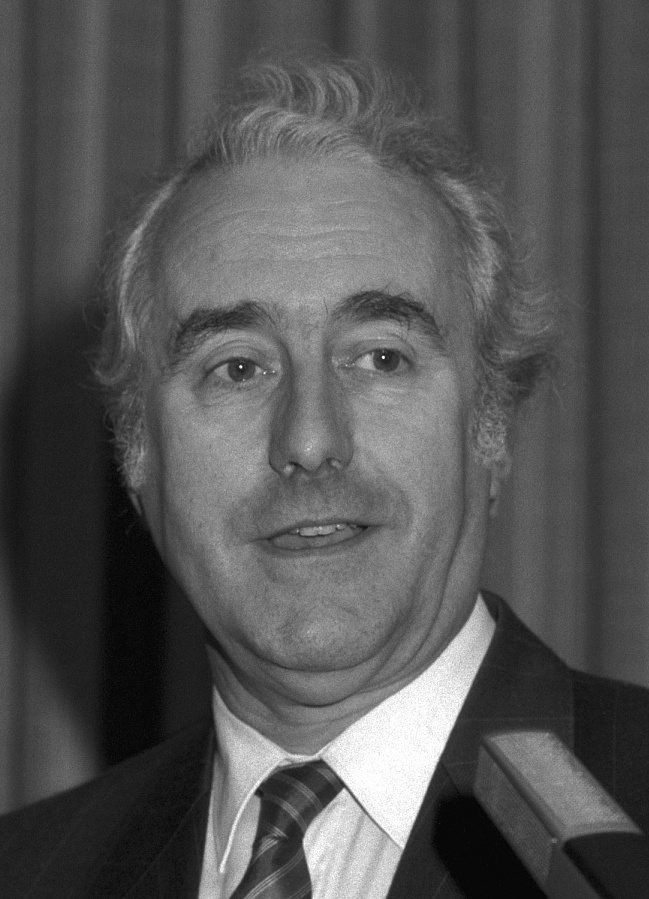
Karsten Vilmar (1930–2024)

- Vilmorin, Elisa de (1826–1868), französische Botanikerin und Pflanzenzüchterin im Unternehmen Vilmorin
- Vilmorin, Henry de (1843–1899), französischer Botaniker
- Vilmorin, Louis de (1816–1860), französischer Botaniker
- Vilmorin, Louise de (1902–1969), französische Schriftstellerin, Dichterin und Journalistin
- Vilmorin, Philippe André de (1776–1862), französischer Gartenbauer und Dendrologe
- Vilmouth, Jean-Luc (1952–2015), französischer Installations-, Performance- und Videokünstler
- Vilms, Jüri (* 1889), estnischer Politiker
- Vilmundur Gylfason (1948–1983), isländischer Politiker, Historiker und Dichter

### Viln
- Vilnai, Matan (* 1944), israelischer Generalmajor und Minister
- Vilnai, Peter (* 1945), österreichischer Schauspieler
- Vilner, Meir (1918–2003), israelischer kommunistischer Politiker
- Vilnet, Jean (1922–2013), französischer Geistlicher, römisch-katholischer Bischof

### Vilo
- Vilonen, Kari (* 1955), finnischer Mathematiker
- Viloria Pinzón, Ramón José (1959–2022), venezolanischer Geistlicher, römisch-katholischer Bischof von Puerto Cabello
- Viloria, Brian (* 1980), amerikanischer Boxer
- Vilosius, Toomas (* 1951), estnischer Politiker, Mitglied des Riigikogu und Mediziner
- Vilotić, Milan (* 1986), serbischer Fußballspieler
- Vilović, Ranko (* 1957), kroatischer Jurist und Diplomat
- Vilovski, Uroš (* 1985), serbisch-ungarischer Handballspieler

### Vilp
- Vilpas, Eija (* 1957), finnische Schauspielerin
- Vilpišauskas, Juozas (* 1899), litauischer Radrennfahrer
- Vilponen, Pauliina (* 1992), finnische Volleyballnationalspielerin

### Vils
- Vilsack, Tom (* 1950), US-amerikanischer Politiker
- Vilshöfer, Claudia (* 1968), deutsche Autorin
- Vilsmaier, Irmgard (* 1970), deutsche Opernsängerin (Sopran)
- Vilsmaier, Janina (* 1986), deutsche Filmschauspielerin und Regisseurin
- Vilsmaier, Josefina (* 1992), deutsche Filmschauspielerin
- Vilsmaier, Joseph (1939–2020), deutscher Filmregisseur und Kameramann
- Vilsmaier, Otto (* 1962), deutscher Behindertensportler
- Vilsmaier, Theresa (* 1989), deutsche Filmschauspielerin
- Vilsmayr, Johann Joseph (1663–1722), österreichischer Violinist und Komponist
- Vilsmeier, Anton (1894–1962), deutscher Chemiker
- Vilsmeier, Gerhard (* 1958), deutscher Journalist und Medienberater
- Vilsmeier, Stefan (* 1967), deutscher Unternehmer und ErfinderStefan Vilsmeier (* 1967)

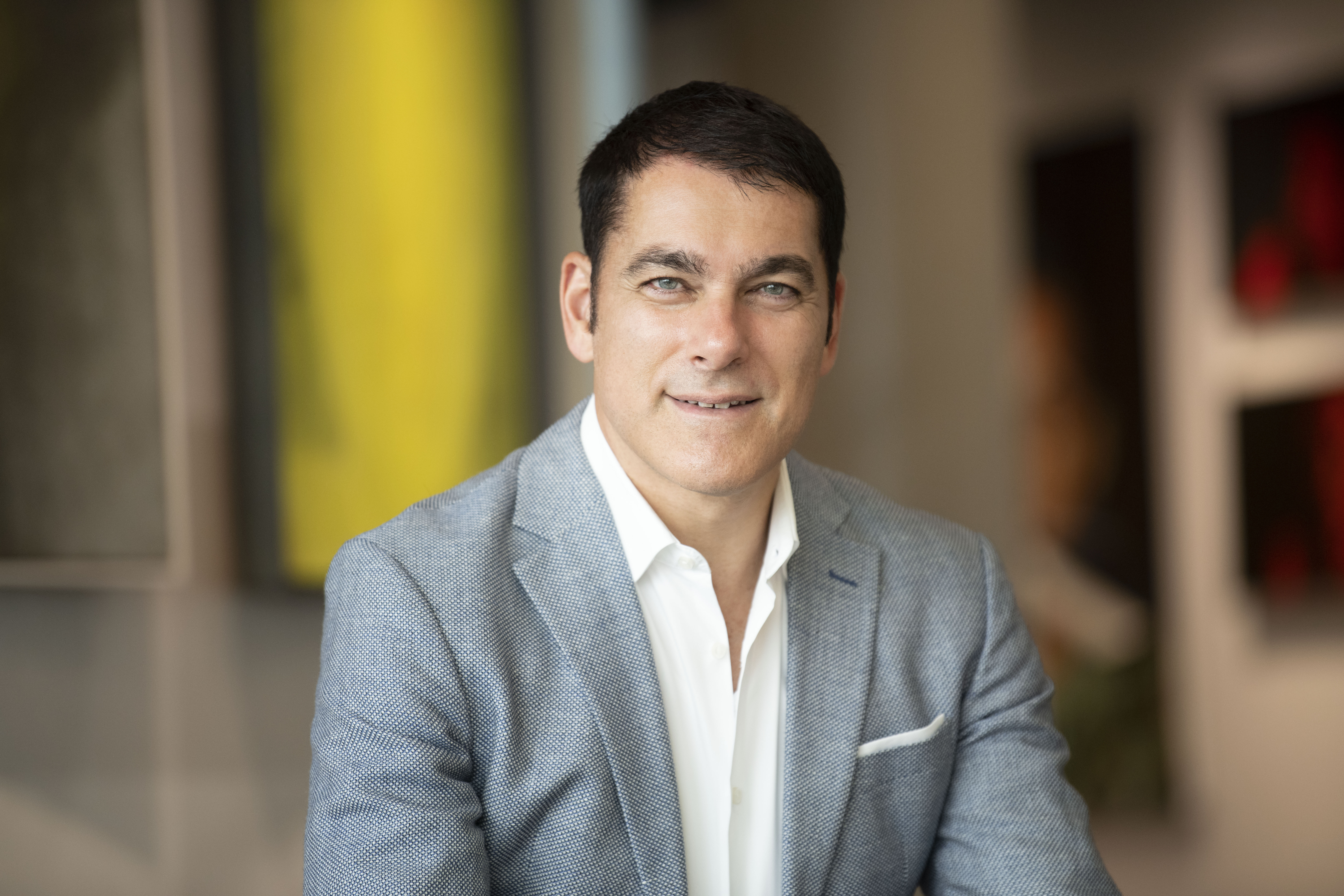
Stefan Vilsmeier (* 1967)

- Vilson (* 1989), brasilianischer Fußballspieler
- Vilsons, Jānis (1944–2018), lettischer Handballspieler und -trainer
- Vilsvik, Lars Christopher (* 1988), deutsch-norwegischer Fußballspieler

### Vilt
- Viltard, Guillaume (* 1975), französischer Jazz- und Improvisationsmusiker
- Vilter, Andrea (* 1966), deutsche Dramaturgin und Hochschullehrerin

### Vilu
- Vilu, Tõnis (* 1988), estnischer Dichter

### Vilz
- Vilz, Andrea, deutsche Basketballspielerin
- Vilz, Carl (1914–1945), deutscher Bildhauer und Künstler
- Vilz, Hans (1902–1971), deutscher Tier- und Landschaftsmaler